# 11 listopada
11 listopada jest 315. (w latach przestępnych 316.) dniem w kalendarzu gregoriańskim. Do końca roku pozostaje 50 dni.

## Święta
- Imieniny obchodzą: Anastazja, Alicja, Bartłomiej, Jan, Jozafat, Maciej, Marcin, Maryna, Menas, Pafnucy, Prot, Sobieżyr i Teodor
- Angola – Święto Niepodległości
- Belgia – Święto Wyzwolenia
- Chińska Republika Ludowa – Dzień Singli
- Finlandia – Dzień Ojca
- Francja, Nowa Zelandia, Serbia – Rocznica Rozejmu
- Malediwy – Święto Republiki
- Polska
  - Narodowe Święto Niepodległości (dzień wolny od pracy)
  - Dzień Służby Cywilnej
  - dawn. Święto Orderu Virtuti Militari w latach 1933–1989 (3 maja w latach 1919–1933)
- Republika Chińska (Tajwan) – Dzień Bliźniąt
- Stany Zjednoczone – Dzień Weteranów
- Wspólnota Narodów – Dzień Pamięci
- Wspomnienia i święta w Kościele katolickim[1][2] obchodzą:
  - bułgarscy bł. męczennicy: Kamen Wiczew, Jozafat Sziszkow, Paweł Dżidżow
  - bł. Alicja Kotowska, dziewica i męczennica
  - św. Jan Jałmużnik (patriarcha)
  - św. Marcin z Tours (biskup) – Dzień Świętego Marcina
  - św. Teodor Studyta (zm. 826)
  - św. Weran z Vence (biskup)
  - bł. Wincencja Maria Poloni (zakonnica)

## Wydarzenia w Polsce

Herb Polski w latach 1916–1927

- 1198 – Książę Grzymisław podarował joannitom gród Starigrod (Starogard) wraz z rozległymi ziemiami, m.in. nad Wietcisą.
- 1293 – Nocą we Wrocławiu książę głogowski Henryk III porwał księcia legnickiego Henryka V Brzuchatego, który po półrocznej niewoli został zmuszony do zapłacenia okupu w postaci sześciu miast po lewej stronie Odry.
- 1314 – Władysław Łokietek nadał Słupcy przywilej założenia mennicy i bicia monety.
- 1357 – Kętrzyn otrzymał prawa miejskie.
- 1359 – Podpisano polsko-litewski traktat graniczny ustalający granicę między ziemią lubelską a księstwem chełmskim.
- 1386 – Nasielsk otrzymał prawa miejskie.
- 1454 – Wojna trzynastoletnia: po klęsce pod Chojnicami król Kazimierz IV Jagiellończyk nadał, pod naciskiem szlachty, pierwszy z przywilejów nieszawskich (dla Małopolski).
- 1483 – Spłonęła doszczętnie zabudowa Namysłowa.
- 1536 – Relikwie Pięciu Braci Męczenników zostały uroczyście przeniesione z katedry poznańskiej do kaplicy św. Anny przy kościele klasztornym w Kazimierzu Biskupim.
- 1673 – Wojska polskie pod dowództwem hetmana wielkiego koronnego Jana Sobieskiego pokonały w bitwie pod Chocimiem Turków pod wodzą Husejna Paszy.
- 1860 – Poświęcono kościół Niepokalanego Poczęcia Najświętszej Maryi Panny w Katowicach.
- 1863 – Powstanie styczniowe: na Placu Teatralnym w Warszawie Rosjanie przeprowadzili egzekucje czeladnika garbarskiego Antoniego Amnera i czeladnika ślusarskiego Józefa Dąbrowskiego, skazanych za zamach na carskiego generała Fiodora Triepowa.
- 1882 – Otwarto odcinek linii kolejowej nr 207 Chełmża-Grudziądz.
- 1884 – Otwarto Cmentarz Bródnowski w Warszawie.
- 1893 – Owdowiały w 1885 roku Henryk Sienkiewicz poślubił w Krakowie Marię Wołodkowicz.
- 1914 – I wojna światowa: rozpoczęła się bitwa pod Łodzią.
- 1916 – Ciechocinek otrzymał prawa miejskie.
- 1918:
  - Jarogniew Drwęski został mianowany pierwszym polskim nadburmistrzem Poznania.
  - Po 123 latach zaborów Polska odzyskała niepodległość (data umowna).
  - Rada Regencyjna przekazała władzę nad podległym jej wojskiem Józefowi Piłsudskiemu.
  - Utworzono Legię Akademicką.
- 1920 – Przy okazji obchodów święta niepodległości Marszałek Polski Józef Piłsudski odznaczył miasto Lwów Krzyżem Srebrnym Orderu Virtuti Militari.
- 1924 – Sylwester Wojewódzki wydał odezwę informującą o powstaniu Niezależnej Partii Chłopskiej (NPCh).
- 1928 – Przy okazji obchodów święta niepodległości Plac Saski w Warszawie przemianowano na Plac Marszałka Józefa Piłsudskiego.
- 1932 – Przy okazji obchodów święta niepodległości w Warszawie odsłonięto Pomnik Lotnika.
- 1937:
  - Pierwsze obchody Święta Niepodległości jako ustawowego święta państwowego.
  - Pod Piasecznem w katastrofie lecącego z Krakowa do Warszawy samolotu pasażerskiego PLL LOT Lockheed L-10 Electra zginęły 4 osoby, a 8 zostało rannych.
- 1939:
  - Na terenie byłej żwirowni w Paterku Niemcy rozstrzelali większość z ponad 100 osób aresztowanych poprzedniej nocy podczas wielkiej „akcji oczyszczającej” w Nakle nad Notecią.
  - Niemcy aresztowali profesorów Katolickiego Uniwersytetu Lubelskiego w Lublinie.
  - W lasach piaśnickich koło Wejherowa Niemcy zamordowali strzałem w tył głowy 314 osób, w tym 120 zakładników z Gdyni, 34 duchownych z powiatu morskiego, grupę cywilnych obrońców Gdyni, członków zgromadzeń zakonnych (w tym siostrę Alicję Jadwigę Kotowską, przełożoną Zgromadzenia Sióstr Zmartwychwstanek w Wejherowie i 9 jezuitów z Gdyni) oraz kupców, rzemieślników, nauczycieli, lekarzy, sędziów i urzędników z powiatu morskiego.
  - W lesie koło Zielonki pod Warszawą, w odwecie za rozwieszanie przez harcerzy z okazji Święta Niepodległości plakatów z tekstem Roty Marii Konopnickiej, Niemcy rozstrzelali 6 z nich oraz 3 przypadkowych mieszkańców miasta.
  - W nocy z 10 na 11 listopada Niemcy spalili większość łódzkich synagog.
- 1943:
  - Rzeź wołyńska: w lesie koło kolonii Świętocin w powiecie włodzimierskim oddział UPA dokonał zbrodni na 23 polskich sztundystach.
  - Witold Pilecki został awansowany do stopnia rotmistrza.
- 1947 – 4 kolejarzy zginęło w wyniku zaczadzenia w tunelu pod Małym Wołowcem w Sudetach Środkowych.
- 1953 – W Dudach Puszczańskich w powiecie ostrołęckim w walce z kilkuset funkcjonariuszami UB, KBW i MO zginęło trzech członków Narodowego Zjednoczenia Wojskowego.
- 1955 – Sąd Wojewódzki w Warszawie skazał na karę śmierci zabójcę milicjanta Jerzego Paramonowa i jego wspólnika Kazimierza Gaszyńskiego, któremu wyrok zamieniono później na dożywocie.
- 1957:
  - Premiera komedii filmowej Kapelusz pana Anatola w reżyserii Jana Rybkowskiego.
  - Sąd Wojewódzki w Warszawie skazał byłych oficerów MBP i zbrodniarzy stalinowskich Józefa Różańskiego i Romana Romkowskiego na 15, a Anatola Fejgina na 12 lat pozbawienia wolności.
- 1958 – Założono Towarzystwo Przyjaciół Ziemi Łomżyńskiej.
- 1968 – Rozpoczęły się obrady V Zjazdu PZPR.
- 1997 – Rząd Jerzego Buzka uzyskał wotum zaufania.
- 1998 – W katastrofie samolotu szkolnego PZL TS-11 Iskra pod Otwockiem zginęli piloci mjr Tomasz Pajórek i mjr Mariusz Oliwa, którzy wykonywali lotnicze rozpoznanie pogody przed defiladą z okazji Narodowego Święta Niepodległości.
- 2007 – Wiceadmirał Andrzej Karweta został dowódcą Marynarki Wojennej.
- 2008 – Na antenie TVP1 wyemitowano pierwszy odcinek serialu kryminalno-obyczajowego Ojciec Mateusz.
- 2011 – Doszło do zamieszek ulicznych podczas Marszu Niepodległości w Warszawie.
- 2013 – Doszło do zamieszek ulicznych podczas Marszu Niepodległości w Warszawie i podpalenia „Tęczy” na warszawskim placu Zbawiciela.
- 2018:
  - Obchody 100-lecia odzyskania niepodległości.
  - Odsłonięto pomnik Ignacego Daszyńskiego w Warszawie[3].
- 2021 – Po raz pierwszy w historii Kościoła Katolickiego Mariawitów w RP odbyły się konsekracje biskupie kapłanów ludowych. Wyświęceni zostali Iwona Pietrasiak, Patrycja Rosiak i Paweł Sobczak[4].

## Wydarzenia na świecie
- 308 – Na spotkaniu cesarzy w Carnuntum postanowiono, że augustem Zachodu zostanie Licyniusz (cezarem Konstantyn I), a Wschodu Galeriusz (cezarem Maksyminus Daja).
- 887 – Wschodniofrankijscy możni zmusili Karola Otyłego do abdykacji i wybrali na króla Arnulfa z Karyntii.
- 1021 – Duński earl Anglii Wschodniej Thorkell Wysoki i jego żona Edyta zostali skazani na banicję przez króla Anglii i Danii Knuta Wielkiego.
- 1100 – Król Anglii Henryk I Beauclerc ożenił się z Matyldą Szkocką.
- 1208 – Po abdykacji w roku 1206 Otto IV został ponownie wybrany na króla Niemiec.
- 1215 – Pierwsze posiedzenie soboru laterańskiego IV, podczas którego omawiano m.in. kwestię transsubstancjacji.
- 1276 – Król Szwecji Magnus I Birgersson poślubił Jadwigę, córkę Gerarda I, hrabiego Holsztynu.
- 1285 – Alfons III Liberalny został królem Aragonii.
- 1323 – Izajasz został patriarchą Konstantynopola.
- 1398 – Janus Cypryjski został koronowany w katedrze Mądrości Bożej w Nikozji na króla Cypru.
- 1404 – Odbyła się koronacja papieska Innocentego VII.
- 1417 – Kardynał Oddone Colonna został wybrany na papieża i przyjął imię Marcin V.
- 1428 – Wojny husyckie: taktyczne zwycięstwo wojsk katolickich w bitwie pod Chrastavą.
- 1480 – Stanięcie nad Ugrą: chan Wielkiej Ordy Ahmed-chan, po napotkaniu wojsk ruskich nad rzeką Ugrą, nie odważył się na atak i odszedł w stepy. Wydarzenie to jest przyjmowane jako umowny koniec mongolskiej dominacji nad Rusią.
- 1493 – Krzysztof Kolumb odkrył karaibską wyspę Saint Martin.
- 1500 – Królowie Francji i Hiszpanii Ludwik XII i Ferdynand II Aragoński zawarli w Grenadzie układ na mocy którego dokonali rozbioru Królestwa Neapolu.
- 1505 – Poświęcono kościół św. Jana Chrzciciela na Bragorze w Wenecji.
- 1526 – Jan Zápolya został koronowany w katedrze Panny Marii w Székesfehérvárze na króla Węgier.
- 1572 – Duński astronom Tycho Brahe odkrył supernową w gwiazdozbiorze Kasjopei.
- 1583 – W Irlandii zdławiono II powstanie Desmondów.
- 1606 – III wojna austriacko-turecka: król Węgier Maciej Habsburg zawarł z Turkami pokój w Zsitsvatörök.
- 1620 – 41 męskich osadników („ojców pielgrzymów”), płynących na pokładzie statku „Mayflower” na tereny przyznane przez króla Anglii Jakuba I Stuarta Kampanii Wirgińskiej, zawarło umowę Mayflower compact.
- 1630 – Król Francji Ludwik XIII oddał ostatecznie władzę i zaufanie kardynałowi Armandowi Jeanowi Richelieu, jako pierwszemu ministrowi Francji (tzw. „dzień zawiedzionych”).
- 1736 – Król Teodor I Neuhoff opuścił Korsykę po klęsce powstania przeciwko rządom Genui.
- 1805 – III koalicja antyfrancuska: zwycięstwo wojsk francuskich nad austriacko-rosyjskimi w bitwie pod Dürenstein.
- 1808:
  - Wojna na Półwyspie Iberyjskim: zwycięstwo wojsk francuskich nad hiszpańskimi w bitwie pod Espinozą.
  - W USA zakończyło się tygodniowe głosowanie powszechne w wyborach prezydenckich, w których zwyciężył James Madison.
- 1813 – Wojna brytyjsko-amerykańska: zwycięstwo Brytyjczyów w bitwie pod farmą Cryslera.
- 1817 – W Neapolu odbyła się premiera opery Armida Gioacchino Rossiniego.
- 1827 – Wojna domowa w Hondurasie: zwycięstwo liberałów w bitwie pod La Trinidad.
- 1842 – W browarze w Pilźnie rozpoczęto rozlewanie nowego gatunku piwa dolnej fermentacji Pilsner Urquell.
- 1843 – Ukazała się baśń Brzydkie kaczątko Hansa Christiana Andersena.
- 1855 – 6641 osób zginęło w trzęsieniu ziemi w Edo (obecnie Tokio).
- 1858 – Przyszły prezydent USA James Garfield ożenił się z Lucretią Rudolph.
- 1859 – Podpisano porozumienie na mocy którego zbuntowana prowincja Buenos Aires powróciła do Konfederacji Argentyńskiej.
- 1861 – Ludwik I Bragança został królem Portugalii.
- 1864 – Wojna secesyjna: na rozkaz gen. Williama Shermana wojska Unii spaliły zdobytą we wrześniu Atlantę.
- 1865 – Zakończyła się wojna brytyjsko-bhutańska.
- 1871 – Rozpoczęła się I edycja Pucharu Anglii w piłce nożnej, najstarszych klubowych rozgrywek piłkarskich na świecie.
- 1877 – Kanadyjski astronom James Craig Watson odkrył planetoidę (179) Klytaemnestra.
- 1887 – W Chicago powieszono 4 działaczy związkowych aresztowanych po zamachu bombowym dokonanym podczas demonstracji robotniczej 4 maja 1886 roku.
- 1889 – Waszyngton został 42. stanem USA.
- 1893:
  - Charilaos Trikupis został po raz siódmy premierem Grecji.
  - W Cesarstwie Austriackim utworzono rząd Alfreda Windischgrätza.
- 1895 – Ukonstytuował się Kościół polskokatolicki w Chicago.
- 1903 – Brazylia i Boliwia zawarły traktat z Petrópolis kończący spór o prowincję Acre.
- 1908 – Założono klub piłkarski CA Huracán.
- 1909 – Rozpoczęto budowę bazy amerykańskiej marynarki wojennej Pearl Harbor na Hawajach.
- 1911 – Rosja zajęła północną Persję.
- 1912 – W wyniku zderzenia pociągu osobowego z towarowym w Yazoo City w stanie Missisipi zginęło 13 osób, a 90 zostało rannych.
- 1917 – początek I bitwy o Monte Grappa.
- 1918:
  - Cesarz Austrii i król Węgier Karol I Habsburg zrezygnował z udziału w rządach, lecz nie abdykował (Imperium Habsburgów przestało istnieć).
  - W wagonie kolejowym w lesie pod francuskim Compiègne podpisano układ rozejmowy pomiędzy Ententą a Cesarstwem Niemieckim, który zakończył I wojnę światową.
- 1919:
  - Łotewska wojna o niepodległość: wojska łotewsko-estońskie pokonały pod Rygą białą Zachodnią Armię Ochotniczą gen. Pawła Bermondta-Awałowa.
  - Ustanowiono najwyższe łotewskie odznaczenie wojskowe Order Pogromcy Niedźwiedzia.
- 1921:
  - Gen. Jorge Holguín Mallarino został prezydentem Kolumbii.
  - Odsłonięto Grób Nieznanego Żołnierza na Narodowym Cmentarzu w Arlington pod Waszyngtonem.
- 1923:
  - Dwa dni po zdławieniu puczu monachijskiego został aresztowany Adolf Hitler.
  - Prezydium Rady Białoruskiej Republiki Ludowej przeniosło się z Kowna do Pragi.
- 1926 – W USA otwarto Drogę 66.
- 1929:
  - Odbył się pierwszy lot samolotu w barwach Hawaiian Airlines.
  - U wybrzeży Wysp Zielonego Przylądka zatonął ostatni brytyjski komercyjny żaglowiec „Garthpool”.
- 1937 – Wojna chińsko-japońska: wojska japońskie zdobyły Szanghaj.
- 1938:
  - İsmet İnönü został prezydentem Turcji.
  - Została zdelegalizowana przez niemieckich okupantów czeska organizacja narodowo-radykalna Vlajka.
- 1940 – Kampania śródziemnomorska: w nocy z 11 na 12 listopada brytyjskie samoloty torpedowe przeprowadziły atak na bazę włoskiej marynarki wojennej w Tarencie.
- 1941 – Urzędujący prezydent Filipin Manuel Luis Quezon został wybrany na drugą kadencję.
- 1942:
  - Bitwa o Atlantyk: brytyjski okręt podwodny HMS „Unbeaten” został zatopiony omyłkowo wraz z całą załogą przez samolot RAF Coastal Command w Zatoce Biskajskiej.
  - Zwycięskie starcie holenderskiego zbiornikowca MV „Ondina” i eskortującej go indyjskiej korwety HMIS „Bengal” z dwoma japońskimi krążownikami pomocniczymi (rajderami) „Aikoku Maru” i „Hokoku Maru” na Oceanie Indyjskim.
- 1944:
  - Bitwa o Atlantyk: niemiecki okręt podwodny U-771 został zatopiony u wybrzeża Norwegii przez brytyjską jednostkę tej samej klasy HMS „Venturer”, w wyniku czego zginęła cała, 51-osobowa załoga.
  - Wojna na Pacyfiku: japoński niszczyciel „Shimakaze” został zatopiony przez amerykańskie samoloty u wybrzeży filipińskiej wyspy Cebu.
- 1947 – Premiera filmu Dżentelmeńska umowa w reżyserii Elii Kazana.
- 1949 – Utworzono Siły Powietrzne Chińskiej Armii Ludowo-Wyzwoleńczej.
- 1955 – Nereu Ramos został tymczasowym prezydentem Brazylii.
- 1956 – Dokonano oblotu amerykańskiego bombowca strategicznego Convair B-58 Hustler.
- 1961 – 13 włoskich lotników należących do sił pokojowych ONZ zostało zamordowanych w Kindu (Kongo).
- 1962 – Przyjęto konstytucję Kuwejtu.
- 1963 – Nieudana próba wystrzelenia radzieckiej sondy kosmicznej Kosmos 21.
- 1965:
  - Należący do linii lotniczych United Airlines Boeing 727 lecący z Nowego Jorku do San Francisco rozbił się podczas próby międzylądowania w Salt Lake City, w wyniku czego zginęły 43 osoby, a 48 zostało rannych.
  - Premier Ian Smith ogłosił jednostronną deklarację niepodległości Rodezji (dzisiejszego Zimbabwe). Wielka Brytania nie uznała tego aktu i nałożyła ograniczone sankcje gospodarcze.
- 1967 – Przyjęto ustawę powołującą Bank Centralny Malty.
- 1968:
  - Na mocy nowej konstytucji Malediwy zostały przekształcone z sułtanatu w republikę. Pierwszym prezydentem został Ibrahim Nasir.
  - Norweg Arne Tvervaag ustanowił w Noresund aktualny do dzisiaj rekord świata w skoku w dal z miejsca (3,71 m).
- 1969 – Urzędujący prezydent Filipin Ferdinand Marcos został wybrany na drugą kadencję.
- 1971 – Pierwsza delegacja ChRL na forum ONZ przybyła do Nowego Jorku.
- 1972 – Amerykanie przekazali Wietnamowi Południowemu bazę wojskową Long Bình pod Sajgonem.
- 1973 – Wojna Jom Kipur: na 101. km drogi Kair-Suez izraelscy i egipscy dowódcy wojskowi podpisali oficjalne porozumienie rozejmowe.
- 1975:
  - Angola proklamowała niepodległość (od Portugalii). Pierwszym prezydentem został Agostinho Neto.
  - Na skutek kryzysu politycznego gubernator generalny Australii John Kerr jedyny raz w historii zdymisjonował premiera (Gougha Whitlama) i do czasu przedterminowych wyborów powołał w jego miejsce Malcolma Frasera.
- 1976 – Ukazał się album Rock and Roll Over amerykańskiej grupy KISS.
- 1978 – Maumun ̓Abdul Gajum został prezydentem Malediwów.
- 1980 – W Madrycie rozpoczęły się obrady drugiej sesji Konferencji Bezpieczeństwa i Współpracy w Europie (KBWE).
- 1981:
  - Antigua i Barbuda zostały przyjęte do ONZ.
  - Wszedł do służby pierwszy okręt podwodny systemu rakietowego Trident USS „Ohio”.
- 1982 – Rozpoczęto budowę Grobli Króla Fahda łączącej Arabię Saudyjską z Bahrajnem.
- 1983 – Dokonano oblotu hiszpańskiego samolotu pasażerskiego i transportowego CASA CN-235.
- 1987:
  - I sekretarz Komitetu Moskiewskiego KPZR Boris Jelcyn został usunięty ze stanowiska za krytykowanie wolnego tempa reform w ZSRR.
  - Obraz Irysy Vincenta van Gogha został sprzedany na aukcji za sumę 53,9 mln dolarów amerykańskich (wliczając 10% prowizję domu aukcyjnego).
- 1989:
  - Pod Pekinem otwarto Chińskie Muzeum Lotnictwa.
  - Wszedł do służby amerykański lotniskowiec z napędem atomowym USS „Abraham Lincoln”.
- 1990 – Ukazało się pierwsze wydanie dziennika „Rossijskaja gazieta”.
- 1992:
  - Białoruś i Watykan nawiązały stosunki dyplomatyczne.
  - Krótko po starcie z lotniska Twer-Migałowo w Rosji rozbił się wojskowy samolot transportowy An-22, w wyniku czego zginęły wszystkie 33 osoby na pokładzie.
- 1994 – Premiera filmu Wywiad z wampirem w reżyserii Neila Jordana.
- 1995 – Uruchomiono metro w Bilbao.
- 1997:
  - Mary McAleese została zaprzysiężona na urząd prezydenta Irlandii.
  - W Gruzji zniesiono karę śmierci.
- 2000 – 155 osób zginęło w pożarze kolejki górskiej w austriackim Kaprun.
- 2002 – Czeska telewizja wyemitowała ostatni odcinek serialu animowanego Krecik.
- 2006 – W wyniku wybuchu miny pułapki w okolicach irackiego miasta Al-Kut zginęło dwóch żołnierzy: Polak sierżant Tomasz Murkowski i Słowak starszy sierżant Rastislav Neplech, a ranni zostali drugi Polak i Ormianin.
- 2007 – Danilo Türk wygrał w II turze wybory prezydenckie w Słowenii.
- 2008:
  - Mohamed Nasheed został prezydentem Malediwów.
  - Statek pasażerski „Queen Elizabeth 2” wypłynął w swój ostatni rejs.
- 2009 – Jean-Max Bellerive został premierem Haiti.
- 2010:
  - 25 osób zginęło, a 35 zostało rannych w wyniku wybuchu samochodu-pułapki w pakistańskim Karaczi.
  - Urzędujący prezydent Iraku Dżalal Talabani został wybrany przez Zgromadzenie Narodowe na II kadencję.
- 2011:
  - Lukas Papadimos został premierem Grecji.
  - Michael D. Higgins został zaprzysiężony na urząd prezydenta Irlandii.
  - Powstał Sudański Front Rewolucyjny.
- 2012 – Wojna domowa w Syrii: powstała Syryjska Koalicja Narodowa na rzecz Opozycji i Sił Rewolucyjnych.
- 2014 – Na torze wyścigowym we francuskim Le Castellet Francuz Francois Gissy ustanowił światowy rekord prędkości na rowerze, osiągając przy użyciu silnika rakietowego prędkość 333 km/h.
- 2017 – Wojna domowa w Republice Środkowoafrykańskiej: 7 osób zginęło, a ok. 20 zostało rannych w wyniku ataku granatem na pokojowy koncert w stolicy kraju Bangi.
- 2020:
  - Ántero Flores Aráoz został premierem Peru.
  - Salman ibn Hamad ibn Isa Al Chalifa został premierem Bahrajnu.
- 2022 – Inwazja Rosji na Ukrainę: wojska ukraińskie wyzwoliły Chersoń.
- 2023 – Nadir al-Arbawi został premierem Algierii.

## Eksploracja kosmosui zdarzenia astronomiczne
- 1966 – Rozpoczęła się załogowa misja kosmiczna Gemini 12, ostatnia w ramach programu Gemini.
- 1982 – Rozpoczęła się misja STS-5 wahadłowca Columbia.
- 2019 – Tranzyt Merkurego.

## Urodzili się
- 908 – Al-Mustakfi, kalif Abbasydów (zm. 949)
- 989 – Gizela Szwabska, królowa i cesarzowa niemiecka (zm. 1043)
- 1050 – Henryk IV Salicki, cesarz rzymsko-niemiecki (zm. 1106)
- 1154 – Sancho I Kolonizator, król Portugalii (zm. 1211)
- 1155 – Alfons VIII Szlachetny, król Kastylii (zm. 1214)
- 1220 – Alfons z Poitiers, hrabia Poitiers i Tuluzy (zm. 1271)
- 1328 – Roger Mortimer, angielski arystokrata, dowódca wojskowy (zm. 1360)
- 1430 – Jodok z Rożemberka, czeski duchowny katolicki, biskup wrocławski (zm. 1467)
- 1441 – Karolina Sabaudzka, delfina i królowa Francji (zm. 1483)
- 1449 – Katarzyna z Podiebradów, królowa węgierska (zm. 1465)
- 1491 – Martin Bucer, niemiecki reformator protestancki (zm. 1551)
- 1493 – Bernardo Tasso, włoski poeta (zm. 1569)
- 1512 – Marcin Kromer, polski duchowny katolicki, biskup warmiński, humanista, historyk, pisarz, teoretyk muzyki, dyplomata, sekretarz królewski (zm. 1589)
- 1513 – Stanisław Orzechowski, polski duchowny katolicki, kanonik przemyski, pisarz religijny i polityczny (zm. 1566)
- 1542 – Scipione Gonzaga, włoski duchowny katolicki, łaciński patriarcha Jerozolimy, kardynał (zm. 1593)
- 1563 – Marcin Śmiglecki, polski jezuita, teolog, filozof, logik, polemista religijny (zm. 1618)
- 1579 – Frans Snyders, flamandzki malarz (zm. 1657)
- 1599:
  - Maria Eleonora Hohenzollern, księżniczka brandenburska, królowa Szwecji (zm. 1655)
  - Octavio Piccolomini, austriacki feldmarszałek pochodzenia włoskiego (zm. 1656)
- 1612 – Jean Garnier, francuski jezuita, patrolog, teolog, historyk Kościoła (zm. 1681)
- 1618 – Simon Arnauld de Pomponne, francuski arystokrata, polityk (zm. 1699)
- 1642 – Charles-André Boulle, francuski ebenista (zm. 1732)
- 1657 – Guido von Starhemberg, austriacki feldmarszałek (zm. 1737)
- 1685 – Floryda Cevoli, włoska klaryska kapucynka, błogosławiona (zm. 1767)
- 1696 – Andrea Zani, włoski kompozytor, skrzypek (zm. 1757)
- 1711 – Stiepan Kraszeninnikow, rosyjski podróżnik, geograf, botanik, badacz Syberii, Kamczatki i Wysp Kurylskich (zm. 1755)
- 1729 – Louis Antoine de Bougainville, francuski żeglarz, badacz Oceanii (zm. 1811)
- 1734 – František Martin Pelcl, czeski filolog, historyk. pisarz (zm. 1801)
- 1743 – Carl Peter Thunberg, szwedzki naturalista, lekarz, botanik (zm. 1828)
- 1744:
  - Abigail Adams, amerykańska feministka, pierwsza dama (zm. 1818)
  - Bohdan Knorring, rosyjski generał pochodzenia niemieckiego (zm. 1825)
- 1748 – Karol IV Burbon, król Hiszpanii (zm. 1819)
- 1751 – Giuseppe Maria Doria Pamphili, włoski kardynał (zm. 1816)
- 1761 – Filippo Buonarroti, włoski rewolucjonista (zm. 1837)
- 1774 – Marcin Dunin, polski duchowny katolicki, arcybiskup gnieźnieński i prymas Polski (zm. 1842)
- 1785 – Diponegoro, jawajski działacz narodowy (zm. 1855)
- 1791:
  - József Katona, węgierski dramaturg (zm. 1830)
  - Josef Munzinger, szwajcarski polityk, prezydent Szwajcarii (zm. 1855)
- 1800 – Karol Fryderyk Otremba, polski pastor ewangelicki, filozof, germanista (zm. 1876)
- 1805 – Charles Christopher Frost, amerykański mykolog (zm. 1880)
- 1807 – Teofil Mielcarzewicz, polski litograf (zm. 1879)
- 1809 – Franciszek Węgleński, polski ziemianin, polityk (zm. 1881)
- 1818 – Józef Zawadzki, polski wydawca, drukarz, publicysta (zm. 1886)
- 1821 – Fiodor Dostojewski, rosyjski pisarz, myśliciel (zm. 1881)
- 1824 – Andreas Steinhuber, niemiecki kardynał (zm. 1907)
- 1834 – Franz Steindachner, austriacki ichtiolog (zm. 1919)
- 1835 – Matthías Jochumsson, islandzki poeta, dramaturg, tłumacz (zm. 1920)
- 1836 – Thomas Bailey Aldrich, amerykański prozaik, poeta, dziennikarz (zm. 1907)
- 1837 – Artur Grottger, polski malarz, ilustrator (zm. 1867)
- 1842 – Ferdinand Barth, niemiecki rzeźbiarz, grafik (zm. 1892)
- 1846:
  - Leo Feldt, niemiecki generał (zm. 1928)
  - Anna Katharine Rohlfs, amerykańska pisarka, poetka (zm. 1935)
- 1848 – Hans Delbrück, niemiecki historyk, polityk (zm. 1929)
- 1849 – Maximilian Bern, niemiecki prozaik, poeta (zm. 1923)
- 1850:
  - António Carvalho da Silva Porto, portugalski malarz (zm. 1893)
  - Angeł Kynczew, bułgarski działacz niepodległościowy i rewolucyjny (zm. 1872)
- 1852 – Franz Conrad von Hötzendorf, austro-węgierski feldmarszałek (zm. 1925)
- 1854 – Henryk Kamiński, polski generał brygady (zm. 1930)
- 1855:
  - Józef Prokopowicz, polski generał dywizji (zm. 1931)
  - Stevan Sremac, serbski pisarz (zm. 1906)
- 1858 – Alessandro Moreschi, włoski śpiewak (zm. 1922)
- 1859 – Belle Gunness, amerykańska seryjna morderczyni pochodzenia norweskiego (zm. 1908)
- 1862 – Antoni Natanson, polski ginekolog, działacz społeczny, wolnomularz pochodzenia żydowskiego (zm. 1933)
- 1863:
  - Jadwiga Petrażycka-Tomicka, polska nauczycielka, działaczka społeczna, literatka (zm. 1931)
  - Paul Signac, francuski malarz (zm. 1935)
- 1864:
  - Klementyna Czosnowska, polska śpiewaczka operetkowa (sopran), aktorka (zm. 1913)
  - Alfred Hermann Fried, austriacki pisarz, pacyfista, laureat Pokojowej Nagrody Nobla (zm. 1921)
- 1866 – Antoine Meillet, francuski językoznawca, wykładowca akademicki (zm. 1936)
- 1869 – Wiktor Emanuel III, król Włoch (zm. 1947)
- 1873 – Eugeniusz Kazimirowski, polski malarz (zm. 1939)
- 1875:
  - Johnny Jenkins, amerykański kierowca wyścigowy (zm. 1945)
  - Antoni Sadzewicz, polski dziennikarz, polityk (zm. 1944)
  - Vesto Slipher, amerykański astronom (zm. 1969)
- 1878:
  - Werner Janensch, niemiecki paleontolog, geolog (zm. 1969)
  - Henryk Pachoński, polski historyk, nauczyciel, działacz niepodległościowy (zm. 1957)
- 1879 – Reinhard Machold, austriacki polityk, samorządowiec (zm. 1961)
- 1880:
  - Franciszek Roguszczak, polski polityk, poseł na Sejm Śląski i Sejm RP (zm. 1941)
  - James Stanhope, brytyjski arystokrata, polityk (zm. 1967)
  - Stanisław Zieliński, polski historyk, działacz społeczny i niepodległościowy, redaktor, publicysta (zm. 1936)
- 1881 – Joel Lehtonen, fiński pisarz (zm. 1934)
- 1882:
  - Gustaw VI Adolf, król Szwecji (zm. 1973)
  - Jan Prymus, polski pułkownik piechoty (zm. ?)
- 1883:
  - Ernest Ansermet, szwajcarski dyrygent, kompozytor, teoretyk muzyki (zm. 1969)
  - Władysław Jaszczołt, polski prawnik, polityk, minister opieki społecznej (zm. po 1941)
- 1885 – George Patton, amerykański generał (zm. 1945)
- 1887 – Roland Young, brytyjski aktor (zm. 1953)
- 1888 – Carlos Scarone, urugwajski piłkarz (zm. 1965)
- 1890 – Konstanty Matyjewicz-Maciejewicz, polski kapitan żeglugi wielkiej (zm. 1972)
- 1891 – Grunia Suchariewa, rosyjska psychiatra dziecięca pochodzenia żydowskiego (zm. 1981)
- 1892:
  - Gaston Heuet, francuski lekkoatleta, długodystansowiec (zm. 1979)
  - Marceli Słodki, polski malarz, grafik pochodzenia żydowskiego (zm. 1944)
- 1893:
  - Paul von Guillaume, niemiecki kierowca wyścigowy (zm. 1970)
  - Paul van Zeeland, belgijski ekonomista, polityk, premier Belgii (zm. 1973)
- 1894 – Beverly Bayne, amerykańska aktorka (zm. 1982)
- 1895 – Józef Gawlik, polski podpułkownik (zm. 1940)
- 1896 – Leopold Lis-Kula, polski pułkownik, legionista (zm. 1919)
- 1897 – Aleksander Drzewiecki, polski skrzypek, trębacz, wachmistrz zawodowy, uczestnik powstania wielkopolskiego (zm. 1960)
- 1898 – René Clair, francuski reżyser filmowy (zm. 1981)
- 1899 – Pat O’Brien, amerykański aktor (zm. 1983)
- 1900:
  - Marija Babanowa, rosyjska aktorka (zm. 1983)
  - Michaił Tichonow, radziecki generał porucznik (zm. 1971)
- 1901:
  - Magda Goebbels, Niemka, żona Josepha (zm. 1945)
  - Helen Reichert, amerykańska psycholog pochodzenia żydowskiego (zm. 2011)
- 1902 – Teófilo Yldefonso, filipiński pływak (zm. 1942)
- 1903:
  - Wiktoria Díez Bustos de Molina, hiszpańska męczennica, błogosławiona (zm. 1936)
  - Hermanni Pihlajamäki, fiński zapaśnik (zm. 1982)
- 1904:
  - Andrzej Bogucki, polski aktor, wokalista (zm. 1978)
  - Aleksander Burski, polski polityk, poseł na Sejm PRL (zm. 1991)
  - Rudolf Dischinger, niemiecki malarz (zm. 1988)
  - Steven Geray, amerykański aktor pochodzenia węgierskiego (zm. 1973)
  - Joe Penner, amerykański aktor, komik pochodzenia węgierskiego (zm. 1941)
- 1905 – Bellarmino Bagatti, włoski franciszkanin, archeolog (zm. 1990)
- 1906:
  - Charles Borah, amerykański lekkoatleta, sprinter (zm. 1980)
  - Augustin Chantrel, francuski piłkarz (zm. 1956)
  - Leopold Kwiatkowski, polski pilot szybowcowy, żołnierz AK (zm. 1968)
  - Lalla Romano, włoska pisarka, poetka, dziennikarka (zm. 2001)
- 1908 – Nikołaj Dygaj, radziecki polityk (zm. 1963)
- 1909:
  - Hellmut Lantschner, austriacki skoczek i biegacz narciarski (zm. 1993)
  - Robert Ryan, amerykański aktor (zm. 1973)
  - Hermann Schreiber, szwajcarski pilot szybowcowy (zm. 2003)
  - Piero Scotti, włoski kierowca wyścigowy (zm. 1976)
- 1910:
  - Franz Kemser, niemiecki bobsleista (zm. 1986)
  - Władysław Komar, polski ziemianin, sportowiec, żołnierz podziemia (zm. 1944)
  - Marcin Martínez Pascual, hiszpański duchowny katolicki, męczennik, błogosławiony (zm. 1936)
- 1911:
  - Martha Genenger, niemiecka pływaczka (zm. 1995)
  - Patric Knowles, brytyjski aktor (zm. 1995)
  - José María Sánchez Silva, hiszpański scenarzysta, reżyser i operator filmowy (zm. 2002)
- 1912:
  - Nina Andrycz, polska aktorka, recytatorka, poetka, pisarka (zm. 2014)
  - Paweł Kaleta, polski kompozytor, działacz społeczny (zm. 1991)
- 1913 – Sun Yun-suan, tajwański polityk, premier Tajwanu (zm. 2006)
- 1914:
  - Howard Fast, amerykański pisarz (zm. 2003)
  - Eugene Nida, amerykański językoznawca, lingwista, teoretyk przekładu biblijnego (zm. 2011)
- 1915:
  - Benito Albino Dalser, włoski marynarz, nieślubny syn Benito Mussoliniego (zm. 1942)
  - Eino Olkinuora, fiński biegacz narciarski (zm. 1941)
  - William Proxmire, amerykański polityk, senator (zm. 2005)
  - Jan Říha, czechosłowacki piłkarz (zm. 1995)
  - Zbigniew Szostak, polski kapitan pilot (zm. 1944)
  - Adriano Visconti, włoski arystokrata, pilot wojskowy, as myśliwski (zm. 1945)
- 1916 – Robert Carr, brytyjski polityk (zm. 2012)
- 1917:
  - Kazimierz Graff, polski prawnik, adwokat, prokurator pochodzenia żydowskiego (zm. 2012)
  - Maria Róża Pellesi, włoska zakonnica, błogosławiona (zm. 1972)
  - Ilse Steppat, niemiecka aktorka (zm. 1969)
- 1918:
  - Iichirō Hatoyama, japoński polityk (zm. 1993)
  - Stubby Kaye, amerykański aktor (zm. 1997)
  - Krystyna Niewiarowska, polska nauczycielka, działaczka oświatowa i turystyczna (zm. 1981)
- 1919:
  - Halina Elczewska, polska działaczka społeczna (zm. 2013)
  - Franciszek Liedtke, polski rolnik, działacz ludowy, polityk, poseł na Sejm PRL (zm. 2000)
- 1920:
  - Roy Jenkins, brytyjski polityk (zm. 2003)
  - Stanisław Karpik, polski malarz (zm. 2006)
  - Walter Krupinski, niemiecki pilot wojskowy, as myśliwski (zm. 2000)
- 1921:
  - Anna Borkiewicz-Celińska, polska historyk, żołnierz AK (zm. 2019)
  - Ron Greenwood, angielski trener piłkarski (zm. 2006)
  - Barbara Muszyńska, polska piosenkarka (zm. 2002)
  - Milorad Pavić, serbski piłkarz, trener (zm. 2005)
  - Anna Perlińska, polska archiwistka (zm. 2005)
- 1922:
  - George Blake, brytyjski oficer MI6, szpieg KGB (zm. 2020)
  - Fred J. Koenekamp, amerykański operator filmowy (zm. 2017)
  - Stanislav Krátký, czeski duchowny katolicki, teolog, biskup Kościoła podziemnego w Czechosłowacji (zm. 2010)
  - Kurt Vonnegut, amerykański pisarz, publicysta (zm. 2007)
- 1923:
  - Zbigniew Brzycki, polski nauczyciel, polityk, poseł na Sejm RP (zm. 2014)
  - Alfred Schreiber, niemiecki pilot wojskowy, as myśliwski (zm. 1944)
  - Jerzy Stankiewicz, polski architekt, historyk literatury, konserwator zabytków, wykładowca akademicki (zm. 1994)
- 1924:
  - Andrzej Łapicki, polski aktor, lektor, reżyser teatralny, pedagog (zm. 2012)
  - Luis Martín-Santos, hiszpański pisarz (zm. 1964)
  - Jan Piwowoński, polski pisarz marynista, publicysta (zm. 1998)
- 1925:
  - John Guillermin, brytyjski reżyser filmowy (zm. 2015)
  - Jerzy Juszkiewicz, polski major, uczestnik podziemia antykomunistycznego, działacz kombatancki (zm. 2016)
  - Maria Krzyszkowska, polska tancerka (zm. 2014)
  - Kalle Svensson, szwedzki piłkarz, bramkarz (zm. 2000)
  - Tadeusz Śliwa, polski duchowny katolicki, teolog, historyk (zm. 2024)
  - Jonathan Winters, amerykański aktor, komik (zm. 2013)
- 1926:
  - Jicchak Arad, izraelski wojskowy, historyk (zm. 2021)
  - Maria Teresa de Filippis, włoska kierowca wyścigowy (zm. 2016)
  - Noah Gordon, amerykański pisarz (zm. 2021)
  - Jadwiga Żukowska, polska reżyserka filmów dokumentalnych (zm. 2008)
- 1928:
  - Carlos Fuentes, meksykański pisarz (zm. 2012)
  - Romualda Gruszczyńska-Olesiewicz, polska koszykarka, siatkarka, piłkarka ręczna (zm. 1996)
  - Joseph Mercieca, maltański duchowny katolicki, arcybiskup metropolita maltański (zm. 2016)
  - Mircea Mureșan, rumuński reżyser i scenarzysta filmowy (zm. 2020)
  - Edward Zorinsky, amerykański polityk, senator (zm. 1987)
- 1929:
  - LaVern Baker, amerykańska wokalistka bluesowa (zm. 1997)
  - Alina Brodzka-Wald, polska historyk literatury (zm. 2011)
  - Hans Magnus Enzensberger, niemiecki poeta, prozaik, redaktor, tłumacz (zm. 2022)
  - Jadwiga Kędzierzawska, polska reżyserka i scenarzystka filmowa (zm. 2012)
  - Olle Nygren, szwedzki żużlowiec (zm. 2021)
  - Leanid Suszczenia, białoruski zoolog, hydrobiolog, ekolog, wykładowca akademicki (zm. 2015)
- 1930:
  - Kazimierz Bartkiewicz, polski historyk, wykładowca akademicki (zm. 2002)
  - Hugh Everett, amerykański fizyk (zm. 1982)
  - Francisco Ferreira de Aguiar, brazylijski piłkarz (zm. 2012)
  - Vernon Handley, brytyjski dyrygent (zm. 2008)
  - Alewtina Kołczina, rosyjska biegaczka narciarska (zm. 2022)
  - Marcin Łyskanowski, polski psychiatra, pisarz, historyk medycyny (zm. 2013)
  - Ronald Mulkearns, australijski duchowny katolicki, biskup Ballarat (zm. 2016)
  - Tadeusz Nowak, polski prozaik, poeta, tłumacz (zm. 1991)
  - Mieczysław Włodarski, polski generał brygady (zm. 2001)
- 1931:
  - Claude Delcroix, belgijski i waloński fizyk, wykładowca akademicki, samorządowiec, polityk (zm. 2019)
  - Antônio Gaspar, brazylijski duchowny katolicki, biskup Barretos
  - Tommy Shardelow, południowoafrykański kolarz torowy (zm. 2019)
  - Pete Stark, amerykański polityk (zm. 2020)
  - Bernard Woźniecki, polski generał brygady (zm. 2014)
- 1932:
  - Andrzej Bonarski, polski pisarz, scenarzysta filmowy
  - Jorge Lavelli, argentyński reżyser operowy i teatralny (zm. 2023)
  - Witold Modelski, polski chłopiec, łącznik, uczestnik powstania warszawskiego (zm. 1944)
  - Domecjan (Topuzlijew), bułgarski duchowny prawosławny, metropolita widyński (zm. 2017)
- 1933:
  - Alicja Górska-Brylass, polska biolog, profesor nauk przyrodniczych (zm. 2011)
  - Keiko Ikeda, japońska gimnastyczka sportowa (zm. 2023)
  - Stanisław Janicki, polski krytyk filmowy, historyk i popularyzator kina, reżyser filmowy
- 1934:
  - Tadeusz Chabrowski, polski poeta, publicysta (zm. 2016)
  - Zdzisław Czarnobilski, polski lekarz, polityk, poseł i senator RP
  - Elżbieta Krzesińska, polska lekkoatletka, skoczkini w dal (zm. 2015)
  - Miguel La Fay Bardi, amerykański duchowny katolicki, prałat terytorialny Sicuani (zm. 2021)
  - Georgie Lamon, szwajcarski pisarz, polityk (zm. 2016)
  - John Reilly, amerykański aktor (zm. 2021)
- 1935:
  - Bibi Andersson, szwedzka aktorka (zm. 2019)
  - John Patrick Foley, amerykański kardynał (zm. 2011)
- 1936:
  - Janusz Garlicki, polski ortopeda, lekarz reprezentacji Polski w piłce nożnej (zm. 2024)
  - Susan Kohner, amerykańska aktorka
  - Willie May, amerykański lekkoatleta, płotkarz (zm. 2012)
- 1937:
  - Vittorio Brambilla, włoski kierowca wyścigowy (zm. 2001)
  - Rudy LaRusso, amerykański koszykarz (zm. 2004)
- 1938:
  - Ants Antson, estoński łyżwiarz szybki (zm. 2015)
  - Gemma Hussey, irlandzka polityk, minister edukacji, minister spraw społecznych, minister pracy (zm. 2024)
  - Josef Odložil, czeski lekkoatleta, średniodystansowiec (zm. 1993)
- 1939:
  - Edgardo Andrada, argentyński piłkarz (zm. 2019)
  - Kławdija Bojarskich, rosyjska biegaczka narciarska (zm. 2009)
- 1940:
  - Alicia Aller, argentyńska aktorka (zm. 2008)
  - Barbara Boxer, amerykańska polityk, senator
  - Henryk Choryngiewicz, polski ekonomista, polityk, poseł na Sejm RP
  - Joanis Kukiadis, grecki prawnik, polityk, eurodeputowany
  - Stanisław Liszewski, polski geograf, urbanista, wykładowca akademicki (zm. 2016)
  - Mike Melvill, amerykański pilot-oblatywacz, astronauta
  - Louis Pilot, luksemburski piłkarz, trener
  - Francis Reiss, amerykański duchowny katolicki, biskup pomocniczy Detroit
  - Raúl Savoy, argentyński piłkarz (zm. 2003)
- 1941:
  - Jan Kracik, polski duchowny katolicki, prezbiter archidiecezji krakowskiej, historyk (zm. 2014)
  - Helga Niessen Masthoff, niemiecka tenisistka
  - Jorge Solari, argentyński piłkarz, trener
- 1942:
  - Charles Konan Banny, iworyjski polityk, premier Wybrzeża Kości Słoniowej (zm. 2021)
  - Marianne McAndrew, amerykańska aktorka
  - António Taipa, portugalski duchowny katolicki, biskup pomocniczy Porto
- 1943:
  - Maud Nordlander, szwedzka curlerka
  - Les West, brytyjski kolarz szosowy
  - Jolanta Zykun, polska aktorka
- 1944:
  - Marcin Barlik, polski inżynier, geodeta (zm. 2018)
  - Tore Berger, norweski kajakarz
  - Paul Bùi Văn Đọc, wietnamski duchowny katolicki, arcybiskup metropolita Ho Chi Minh (zm. 2018)
  - Per Ivar Moe, norweski łyżwiarz szybki
  - Stanisław Piłaszewicz, polski afrykanista, filolog
  - José Sancho, hiszpański aktor (zm. 2013)
- 1945:
  - Stefan Dousa, polski rzeźbiarz
  - Chris Dreja, brytyjski gitarzysta, członek zespołu The Yardbirds pochodzenia polskiego
  - Daniel Ortega, nikaraguański polityk, prezydent Nikaragui
- 1946:
  - Iwan Charałampiew, bułgarski językoznawca, mediewista (zm. 2025)
  - Al Holbert, amerykański kierowca wyścigowy (zm. 1988)
  - Mauro La Torre, włoski esperantysta (zm. 2010)
  - Michele Maffei, włoski szablista
  - Władimir Sołowjow, rosyjski inżynier, kosmonauta
  - Jitka Zelenohorská, czeska aktorka
- 1947:
  - René Harris, nauruański polityk, prezydent Nauru (zm. 2008)
  - Stanisław Wagner, polski lekkoatleta, sprinter
- 1948:
  - Sven Alkalaj, bośniacki dyplomata, polityk
  - Aleksandr Barysznikow, rosyjski lekkoatleta, kulomiot (zm. 2024)
  - Andrzej Czok, polski himalaista (zm. 1986)
  - Susanna Kaysen, amerykańska pisarka
  - Robert John Lange, brytyjski piosenkarz, producent muzyczny
  - Bernhard Lehmann, niemiecki bobsleista
  - Krystyna Palmowska, polska alpinistka, himalaistka (zm. 2025)
  - Wojciech Pielecki, polski dziennikarz, reportażysta
- 1949:
  - Michael Dixon Bhasera, zimbabwejski duchowny katolicki, biskup Masvingo
  - Gílio Felício, brazylijski duchowny katolicki, biskup Bagé
  - Brian George Hewitt, brytyjski językoznawca, kaukazolog i kartwelista
  - Tuanku Ismail Petra, malezyjski arystokrata, sułtan stanu Kelantan (zm. 2019)
  - Marcin Wnuk, polski samorządowiec, polityk, poseł na Sejm RP (zm. 2010)
- 1950:
  - Mircea Dinescu, rumuński poeta, dziennikarz
  - Taisto Heinonen, fiński kierowca rajdowy
  - Christer Johansson, szwedzki biegacz narciarski
  - Jan Johnson, amerykański lekkoatleta, tyczkarz (zm. 2025)
  - Li Yuanchao, chiński polityk
  - Jim Peterik, amerykański wokalista, gitarzysta, autor tekstów, członek zespołu Survivor
  - Rex Sellers, nowozelandzki żeglarz sportowy
- 1951:
  - Borisław Dimitrow, bułgarski piłkarz (zm. 2013)
  - Elżbieta Lonc, polska biolog (zm. 2017)
  - Bill Moseley, amerykański aktor
  - Kim Peek, amerykański sawant (zm. 2009)
- 1952:
  - Andrzej Golejewski, polski aktor
  - Zbigniew Gołąbek, polski nauczyciel, polityk, senator RP
  - Kama Sywor Kamanda, kongijski prozaik, poeta, dramaturg, gawędziarz
  - Christopher Loeak, marszalski polityk, prezydent Wysp Marshalla
  - Anna Olejnicka-Górczewska, polska polityk, senator RP
  - Mohan Patel, nowozelandzki hokeista na trawie
  - Gerhard Stolle, niemiecki lekkoatleta, średniodystansowiec
  - Tadeusz Wojtkowiak, polski rolnik, polityk, poseł na Sejm RP
- 1953:
  - Pablo Hakimian, argentyński duchowny ormiańskokatolicki, biskup Buenos Aires, egzarcha apostolski Ameryki Łacińskiej i Meksyku (zm. 2024)
  - Evelyn Matthei, chilijska polityk
  - Andy Partridge, brytyjski gitarzysta, wokalista, członek zespołu XTC
  - Jerzy Patz, polski kontradmirał
- 1954:
  - Hanna Bieluszko, polska aktorka
  - Andrzej Łoś, polityk, samorządowiec, marszałek województwa dolnośląskiego
- 1955:
  - Friedrich Merz, niemiecki prawnik, polityk
  - Kambuzia Partovi, irański reżyser i scenarzysta filmowy i telewizyjny (zm. 2020)
  - Jigme Singye Wangchuck, król Bhutanu
  - Krzysztof Zorski, polski dziennikarz sportowy (zm. 2017)
  - Radosław Żukowski, polski śpiewak operowy (bas)
- 1956:
  - José Luis Brown, argentyński piłkarz, trener (zm. 2019)
  - Martin Jumoad, filipiński duchowny katolicki, arcybiskup Ozamiz
  - Włodzimierz Kowalewski, polski pisarz
  - Edgar Lungu, zambijski prawnik, polityk, prezydent Zambii (zm. 2025)
- 1957:
  - Sheila Jackson, brytyjska szachistka
  - George Lucki, polsko-kanadyjski psycholog
  - Ana Pastor Julián, hiszpańska menedżer służby zdrowia, polityk
  - Gina Smith, kanadyjska jeźdźczyni sportowa
- 1958:
  - Jolanta Banach, polska polityk, poseł na Sejm RP
  - Kazimieras Černis, litewski astronom
  - Anatolij Jarkin, rosyjski kolarz szosowy
  - Scott Plank, amerykański aktor (zm. 2002)
- 1959:
  - Zygmunt Gosiewski, polski bokser
  - Lee Haney, amerykański kulturysta
  - Marcianne Mukamurenzi, rwandyjska lekkoatletka, biegaczka długodystansowa
- 1960:
  - Lawrence Bayne, kanadyjski aktor
  - Jean-Philippe Durand, francuski piłkarz
  - Marcel Koller, szwajcarski piłkarz, trener
  - Peter Parros, amerykański aktor, scenarzysta i producent filmowy
  - Waldemar Rakocy, polski prezbiter katolicki, teolog, wykładowca akademicki
  - Stanley Tucci, amerykański aktor, reżyser, producent filmowy pochodzenia włoskiego
  - Bill Lobley, amerykański lektor filmowy, radiowy, telewizyjny oraz dubbingowy
- 1961:
  - Mirosław Chachulski, polski wokalista, gitarzysta, kompozytor, autor tekstów, członek zespołu Para Wino (zm. 2023)
  - Tonči Gabrić, chorwacki piłkarz, bramkarz (zm. 2024)
  - Matt Ghaffari, amerykański zapaśnik pochodzenia irańskiego
  - Grzegorz Kozak, polski dziennikarz
  - Janusz Kubiak, polski prawnik, adwokat, polityk, senator RP
  - Milton, brazylijski piłkarz
- 1962:
  - Celina Grabowska, polska muzealniczka, nauczycielka (zm. 2005)
  - Lloyd Langlois, kanadyjski narciarz dowolny
  - Lázaro Martínez, kubański lekkoatleta, sprinter
  - Mic Michaeli, szwedzki pianista, klawiszowiec, członek zespołu Europe
  - Demi Moore, amerykańska aktorka, reżyserka i producentka filmowa
  - Māris Poikāns, łotewski bobsleista
  - Judi Trott, brytyjska aktorka
- 1963:
  - Paul James, kanadyjski piłkarz, trener pochodzenia walijskiego
  - Cyryl (Sikis), grecki biskup prawosławny
  - Andrzej Truty, polski hokeista (zm. 2020)
- 1964:
  - Calista Flockhart, amerykańska aktorka
  - Roger Gössner, niemiecki zapaśnik
  - Zdzisław Janik, polski piłkarz
  - Keijo Pehkonen, fiński zapaśnik
  - Miłko Popczew, bułgarski szachista
  - Ildikó Pusztai, węgierska florecistka
- 1965:
  - Kåre Ingebrigtsen, norweski piłkarz, trener
  - Ruthie Matthes, amerykańska kolarka górska i szosowa
  - Stefan Schwarzmann, niemiecki perkusista, członek zespołu Accept
  - Marek Stebnicki, polski hokeista, działacz sportowy
- 1966:
  - Alison Doody, irlandzka aktorka
  - Mihnea Motoc, rumuński prawnik, dyplomata, polityk
  - Hubert Schösser, austriacki bobsleista
  - Izabela Siekańska, polska szachistka
- 1967:
  - Mścisław (Diaczyna), rosyjski biskup prawosławny
  - Gil de Ferran, brazylijski kierowca wyścigowy (zm. 2023)
  - Krzysztof Stelmach, polski siatkarz, trener
- 1968:
  - Christian Engler, niemiecki basista, członek zespołów Destruction i Necronomicon
  - Diego Fuser, włoski piłkarz
  - Raymond Hecht, niemiecki lekkoatleta, oszczepnik
  - Jennifer Jostyn, amerykańska aktorka
  - Peaches, kanadyjska piosenkarka
  - George Tambala, malawijski duchowny katolicki, biskup Zomby
- 1969:
  - Bismarck, brazylijski piłkarz
  - Richard Dormer, północnoirlandzki aktor i dramatopisarz
  - Katherine Horny, peruwiańska siatkarka
  - Gary Powell, amerykański perkusista, członek zespołów The Libertines i Dirty Pretty Things
  - Rubén Ruiz Díaz, paragwajski piłkarz, bramkarz
  - Artur Warzocha, polski samorządowiec, polityk, senator RP
- 1970:
  - Fahad Al-Mehallel, saudyjski piłkarz
  - Gilles Grimandi, francuski piłkarz
  - Sverre Isachsen, norweski kierowca rallycrossowy
  - Zbigniew Lech, polski żużlowiec
  - Kinga Leszczyńska, polska lekkoatletka, sprinterka
- 1971:
  - Mikołaj Budzanowski, polski menedżer, polityk, minister skarbu państwa
  - P. Djèlí Clark, amerykański pisarz fantasy
  - David DeLuise, amerykański aktor
  - Goran Đorović, serbski piłkarz
  - Rusłan Maszczenko, rosyjski lekkoatleta, płotkarz
  - Tomas Pačėsas, litewski koszykarz, trener
- 1972:
  - Adam Beach, kanadyjski aktor
  - Tyler Christopher, amerykański aktor (zm. 2023)
  - Lonnie Harrell, amerykański koszykarz
  - Anita Kubica, polska judoczka
  - Alessia Marcuzzi, włoska modelka, aktorka
- 1973:
  - Tibor Dombi, węgierski piłkarz
  - Ante Juric, australijski piłkarz pochodzenia chorwackiego
  - Orli Lewi-Abekasis, izraelska dziennikarka, modelka, polityk
  - Robbie Peden, australijski bokser
  - Annemarie Uliasz, amerykańska snowboardzistka pochodzenia polskiego
  - Jason White, amerykański gitarzysta
- 1974:
  - Leonardo DiCaprio, amerykański aktor, scenarzysta i producent filmowy, działacz ekologiczny pochodzenia włosko-niemieckiego
  - Jarno Hams, holenderski strongman
  - Walter Odede, kenijski piłkarz
  - Static Major, amerykański raper, piosenkarz, autor tekstów, producent muzyczny (zm. 2008)
- 1975:
  - Violeta Alexandru, rumuńska politolog, polityk
  - Eyal Podell, amerykański aktor pochodzenia izraelskiego
  - Angélica Vale, meksykańska aktorka, piosenkarka
  - Gregory Wiseman, amerykański pilot wojskowy, inżynier, astronauta
  - Andrzej Wnuk, polski przedsiębiorca, samorządowiec, prezydent Zamościa
- 1976:
  - Martin Fabuš, słowacki piłkarz
  - Marcin Jurecki, polski zapaśnik (zm. 2008)
  - Emil Nödtveidt, szwedzki gitarzysta, członek zespołu Dissection
- 1977:
  - Arianna Follis, włoska biegaczka narciarska
  - Dawid Krzykała, polski perkusista, członek zespołu Łzy
  - Maniche, portugalski piłkarz
  - Scoot McNairy, amerykański aktor
- 1978:
  - Michaił Czernow, rosyjski hokeista
  - Erik Edman, szwedzki piłkarz
  - Franco Marvulli, szwajcarski kolarz torowy i szosowy
  - Ludmiła Radczenko, rosyjska modelka, aktorka, prezenterka telewizyjna
  - Jevgēņijs Saproņenko, łotewski gimnastyk
  - Anna Schmidt-Rodziewicz, polska polityk, poseł na Sejm RP
- 1979:
  - Juris Latiss, łotewski bobsleista (zm. 2004)
  - Rachel Sterling, amerykańska modelka, tancerka, aktorka
  - Michael Valiante, kanadyjski kierowca wyścigowy
- 1980:
  - Papa Malick Ba, senegalski piłkarz
  - Lobke Berkhout, holenderska żeglarka sportowa
  - Teddy Dunn, amerykański aktor
  - Jewgienij Fiodorow, rosyjski hokeista
  - Ahmed al-Haznawi, saudyjski terrorysta (zm. 2001)
  - Nenad Kovačević, serbski piłkarz
  - Dick Lövgren, szwedzki muzyk, kompozytor
  - Alex Mann, niemiecki bobsleista
  - Wojciech Wojtarowicz, polski hokeista
- 1981:
  - Esteban Dreer, ekwadorski piłkarz pochodzenia argentyńskiego
  - Natalie Glebova, kanadyjska modelka, zdobywczyni tytułu Miss Universe pochodzenia rosyjskiego
  - Raphael Gualazzi, włoski pianista i wokalista bluesowy i jazzowy
  - Kim Jung-joo, południowokoreański bokser
  - Johan Röjler, szwedzki łyżwiarz szybki
  - Stephen Rowbotham, brytyjski wioślarz
  - Susan Kelechi Watson, amerykańska aktorka pochodzenia jamajskiego
- 1982:
  - Gian Marco Berti, sanmaryński strzelec sportowy
  - Palwinder Singh Cheema, indyjski zapaśnik
  - Wojciech Urbański, polski reżyser teatralny i dubbingowy, aktor
  - Ricky Walden, angielski snookerzysta
- 1983:
  - Leon Benko, chorwacki piłkarz
  - Anikó Kapros, węgierska tenisistka
  - Ana Kobal, słoweńska narciarka alpejska
  - Arouna Koné, iworyjski piłkarz
  - Philipp Lahm, niemiecki piłkarz
  - Candy Manson, amerykańska aktorka pornograficzna
- 1984:
  - Hilton Armstrong, amerykański koszykarz
  - Andrea Crosariol, włoski koszykarz
  - Marco Huck, niemiecki bokser pochodzenia boszniackiego
  - Jan Jaroš, czeski żużlowiec
  - Martin Kristensen, duński wioślarz
  - Birkir Sævarsson, islandzki piłkarz
  - Yusidey Silié, kubańska siatkarka
  - Jan Szlagowski, polski perkusista, prezenter radiowy i telewizyjny
  - Agnieszka Szymańczak, polska biegaczka narciarska
  - Julian Theobald, niemiecki kierowca wyścigowy
- 1985:
  - Osvaldo Alonso, kubański piłkarz
  - Marcin Awiżeń, polski lekkoatleta, paraolimpijczyk
  - Piotr Dąbrowski, polski koszykarz
  - Janusz Gol, polski piłkarz
  - Switłana Hrynczuk, ukraińska ekonomistka, polityk
  - Javier López Fernández, hiszpański i kataloński polityk, eurodeputowany
  - Ivan Rodić, chorwacki piłkarz
  - Luton Shelton, jamajski piłkarz (zm. 2021)
- 1986:
  - Lisa Ann Karcić, chorwacka koszykarka
  - Greta Salóme Stefánsdóttir, islandzka piosenkarka, skrzypaczka
  - François Trinh-Duc, francuski rugbysta
  - Milena Vučić, czarnogórska piosenkarka
- 1987:
  - Alexandra Duckworth, kanadyjska snowboardzistka
  - Olav Lundanes, norweski biegacz na orientację
  - Muflon, polski raper
  - Katharina Saurwein, austriacka wspinaczka sportowa
  - Kawika Shoji, amerykański siatkarz
  - Maria Laura Simonetto, włoska pływaczka
- 1988:
  - Fredrik Bjerkeengen, norweski skoczek narciarski
  - Alan Judge, irlandzki piłkarz
  - Kyle Naughton, angielski piłkarz
  - Hein Otterspeer, holenderski łyżwiarz szybki
  - Şərif Şərifov, azerski zapaśnik
- 1989:
  - Radu Albot, mołdawski tenisista
  - Julija Chitra, białoruska pływaczka
  - Kim Un-ju, północnokoreańska sztangistka
  - Sofia Mattsson, szwedzka zapaśniczka
  - Josué Mitchell, kostarykański piłkarz
  - Paul Papp, rumuński piłkarz
  - Giacomo Perez d’Ortona, francuski pływak
  - Robin Ramírez, paragwajski piłkarz
  - Adam Rippon, amerykański łyżwiarz figurowy
  - Reina Tanaka, japońska piosenkarka
  - Zargo Touré, senegalski piłkarz
  - Nungnadda Wannasuk, tajska tenisistka
  - Miran Zupančič, słoweński skoczek narciarski
- 1990:
  - Habib Al-Fardan, emiracki piłkarz
  - Tom Dumoulin, holenderski kolarz szosowy
  - Qieyang Shijie, chińska lekkoatletka, chodziarka pochodzenia tybetańskiego
  - Georginio Wijnaldum, holenderski piłkarz
- 1991:
  - Salvador Agra, portugalski piłkarz
  - Christa B. Allen, amerykańska aktorka
  - Siti Badriah, indonezyjska piosenkarka
  - Martin Buday, słowacki zawodnik MMA
  - Kornél Kulcsár, węgierski piłkarz
  - Julia Lier, niemiecka wioślarka
  - Anton Maglica, chorwacki piłkarz
  - Damian Roszko, polski lekkoatleta, średnio- i długodystansowiec
- 1992:
  - Ezzatollah Akbari, irański zapaśnik
  - Monika Bank, polska judoczka
  - Jan Boberek, polski aktor głosowy
  - Jean-Gabriel Pageau, kanadyjski hokeista
  - Abdul Razak, iworyjski piłkarz
  - Laura Sárosi, węgierska badmintonistka
- 1993:
  - Simonas Bilis, litewski pływak
  - Irina Bulmaga, rumuńska szachistka
  - Ełaman Dogdurbek uułu, kirgiski zapaśnik
  - Jamaal Lascelles, angielski piłkarz
- 1994:
  - Denis Bouanga, gaboński piłkarz
  - Wiktor Chomczenko, ukraiński piłkarz
  - Ismael Diawara, malijski piłkarz, bramkarz
  - Caitlin Foord, australijska piłkarka
  - Na Hae-ryung, południowokoreańska piosenkarka, aktorka
  - Connor Price, kanadyjski aktor
  - Lio Rush, amerykański wrestler
  - Eleanor Simmonds, brytyjska pływaczka, paraolimpijka
  - Filip Wielkiewicz, polski hokeista
- 1995:
  - Tommy Craze, polsko-australijski youtuber
  - Ihor Kalinin, ukraiński piłkarz
  - Dmytro Kozacki, ukraiński fotograf, żołnierz
  - Kajetan Kulik, polski siatkarz
  - Yuriko Miyazaki, japońsko-brytyjska tenisistka
- 1996:
  - Gianluca Gaudino, niemiecki piłkarz pochodzenia włoskiego
  - Dan Olaru, mołdawski łucznik
  - Adam Ounas, algierski piłkarz
  - Tye Sheridan, amerykański aktor
- 1998:
  - Gulomjon Abdullayev, uzbecki zapaśnik
  - Callum Ilott, brytyjski kierowca wyścigowy
  - Norbert Kański, polski lekkoatleta, skoczek w dal
  - Kamil Pacholec, polski pianista
  - Ludmiła Samsonowa, rosyjska tenisistka
  - Ayata Suzuki, japoński zapaśnik
  - Xiong Dunhan, chińska piłkarka wodna
- 1999:
  - Amedeo Bagnis, włoski skeletonista
  - Buddy Boeheim, amerykański koszykarz
  - Emma González, amerykańska działaczka społeczna pochodzenia kubańskiego
  - Lomon, południowokoreański aktor, model
  - Henok Mulubrhan, erytrejski kolarz szosowy
  - Jan Wójcik, polski koszykarz
  - Szymon Wójcik, polski koszykarz
- 2000:
  - Shaquan Davis, jamajski piłkarz
  - Kamil Kozioł, polski szachista
- 2001:
  - Bartosz Białek, polski piłkarz
  - Julien Clémence, szwajcarski wspinacz sportowy
  - Jarosław Pampuszko, ukraiński siatkarz
- 2002:
  - Anni-Linnea Alanen, fińska lekkoatletka, oszczepniczka
  - Thapelo Maseko, południowoafrykański piłkarz
  - Antonia Valdés, chilijska zapaśniczka
- 2003 – Akari Fujinami, japońska zapaśniczka
- 2005:
  - Rio Sakurai, japońska piosenkarka
  - Can Uzun, turecki piłkarz

## Zmarli
- 826 – Teodor Studyta, bizantyński mnich, święty katolicki i prawosławny (ur. 758)
- 1130 – Teresa, hrabina Portugalii (ur. 1080)
- 1254 – Gil Torres, hiszpański kardynał (ur. ?)
- 1285 – Piotr III Wielki, król Aragonii, Walencji i Sycylii (ur. 1239)
- 1319 – Beatrycze Luksemburska, królowa Węgier, Chorwacji i Dalmacji (ur. 1305)
- 1331 – Stefan Urosz III Deczański, król Serbii (ur. 1285)
- 1405 – Milica Hrebeljanović, księżna serbska (ur. ok. 1335)
- 1434 – Maksym Moskiewski, rosyjski mnich prawosławny, święty (ur. ?)
- 1435 – Ścibór z Rytwian, polski szlachcic, polityk (ur. ?)
- 1448 – Wasyl Kosooki, wielki książę moskiewski (ur. 1421)
- 1464 – Fryderyk z Beichlingen, arcybiskup Magdeburga, hrabia Beichlingen (ur. ?)
- 1467 – Henryk IX Starszy, książę głogowsko-żagański (ur. ?)
- 1484 – Jerzy, margrabia Badenii (ur. 1436)
- 1517 – Thomas Parr, angielski rycerz, dworzanin (ur. ok. 1483)
- 1541 – Federico Fregóso, włoski duchowny katolicki, arcybiskup Salerno, biskup Gubbio, kardynał (ur. ok. 1480)
- 1586 – Gabriel Batory, węgierski arystokrata (ur. 1555)
- 1634 – Maryna z Ōmury, japońska męczennica i święta katolicka (ur. ?)
- 1638:
  - Cornelis van Haarlem, holenderski malarz, rysownik (ur. 1562)
  - Maciej Węgierski, polski kaznodzieja protestancki (ur. 1581)
- 1649 – Ellen Marsvin, duńska arystokratka (ur. 1572)
- 1656 – Stiefan Wonifatiew, rosyjski mnich prawosławny (ur. ?)
- 1661 – David Ryckaert III, flamandzki malarz (ur. 1612)
- 1680 – Jan Adam de Garnier, śląski arystokrata, dowódca wojskowy, działacz kontrreformacji (ur. 1613)
- 1691 – Bonawentura Madaliński, polski duchowny katolicki, biskup płocki i kujawski, senator (ur. 1620)
- 1704 – Johann Georg Knoll, niemiecki architekt, budowniczy (ur. ok. 1644)
- 1728 – Ludwika Maria de La Grange d’Arquien, francuska arystokratka (ur. 1638)
- 1737 – Claude de Visdelou, francuski jezuita, misjonarz, uczony (ur. 1656)
- 1751 – Julien Offray de La Mettrie, francuski lekarz, filozof (ur. 1709)
- 1783 – Bartolomeo Altomonte, austriacki malarz pochodzenia włoskiego (ur. 1694)
- 1790:
  - Stanisław Moszczeński, polski językoznawca, tłumacz (ur. 1734)
  - Nicolò Pacassi, austriacki architekt (ur. 1716)
- 1793 – Jean Léchelle, francuski generał (ur. 1760)
- 1798 – Friedrich Karl von Moser, niemiecki pisarz, polityk (ur. 1723)
- 1806 – Fra Diavolo, włoski przestępca, działacz niepodległościowy (ur. 1771)
- 1810 – John Laurance, amerykański prawnik, polityk (ur. 1750)
- 1812 – Platon (Lewszyn), rosyjski biskup prawosławny (ur. 1737)
- 1813 – Dominik Hieronim Radziwiłł, polski pułkownik (ur. 1786)
- 1831:
  - Pietro Colletta, neapolitański polityk, historyk (ur. 1775)
  - Nat Turner, amerykański niewolnik (ur. 1800)
- 1835 – Antoni Bartłomiej Ledóchowski, polski polityk (ur. 1789)
- 1847 – Johann Friedrich Dieffenbach, niemiecki lekarz, chirurg (ur. 1792)
- 1855:
  - Søren Kierkegaard, duński filozof (ur. 1813)
  - Wincencja Maria Poloni, włoska zakonnica, błogosławiona (ur. 1802)
- 1856 – Wincenty Cichorski, polski polityk (ur. 1792)
- 1861 – Piotr V, król Portugalii (ur. 1837)
- 1866 – Agustin Jerónimo de Iturbide, meksykański następca tronu (ur. 1807)
- 1868 – Jules Sichel, francuski okulista, entomolog pochodzenia żydowskiego (ur. 1802)
- 1875 – Antoni Dembiński, polski ziemianin, działacz gospodarczy (ur. 1844)
- 1880:
  - Ned Kelly, australijski bandyta (ur. 1854/55)
  - Lucretia Mott, amerykańska sufrażystka, abolicjonistka (ur. 1793)
- 1881 – Artur Niepokojczycki, rosyjski generał pochodzenia polskiego (ur. 1813)
- 1884 – Alfred Brehm, niemiecki zoolog (ur. 1829)
- 1887 – Męczennicy z Haymarket:
  - George Engel, amerykański anarchista, działacz robotniczy pochodzenia niemieckiego (ur. 1836)
  - Adolph Fischer, amerykański anarchista, działacz robotniczy pochodzenia niemieckiego (ur. 1858)
  - Albert Parsons, amerykański anarchista, socjalista, działacz robotniczy (ur. 1848)
  - August Spies, amerykański anarchista, działacz robotniczy pochodzenia niemieckiego (ur. 1855)
- 1895:
  - Gustav Langenscheidt, niemiecki filolog, językoznawca, wydawca (ur. 1832)
  - John Lloyd Zabriskie, amerykański lekarz (ur. 1831)
- 1900 – Hector Leroux, francuski malarz (ur. 1829)
- 1901 – Charles-Bonaventure-François Theuret, francuski duchowny katolicki, biskup Monako (ur. 1822)
- 1905 – Juliusz Mien, polski fotograf, tłumacz, literat pochodzenia francuskiego (ur. 1842)
- 1906:
  - Mieczysław Dunin Borkowski, polski ziemianin, polityk (ur. 1833)
  - Theodor Vogt, niemiecko-austriacki profesor pedagogiki (ur. 1835)
  - Leopold Wajgiel, polski arachnolog, działacz społeczny i turystyczny, publicysta, nauczyciel (ur. 1842)
- 1907 – Teofil Zaleski, polski malarz (ur. 1858)
- 1911 – Władimir Nikołajew, rosyjski architekt, działacz społeczny, pedagog (zm. 1847)
- 1912 – Józef Wieniawski, polski pianista, kompozytor (ur. 1837)
- 1913 – Josef Demmel, niemiecki biskup starokatolicki (ur. 1846)
- 1914:
  - Ronald Brebner, angielski piłkarz (ur. 1881)
  - Józef Chociszewski, polski pisarz, dziennikarz, wydawca, działacz społeczny (ur. 1837)
- 1917:
  - Hans Kudlich, austriacki lekarz, polityk (ur. 1823)
  - Lydia Liliʻuokalani, ostatnia królowa Hawajów (ur. 1838)
- 1918:
  - Victor Adler, austriacki polityk (ur. 1852)
  - Walenty Działowski, polski rymarz, działacz społeczny, uczestnik powstania styczniowego (ur. 1848)
  - Józef Kaczyński, polski ogrodnik (ur. 1849)
  - Leon Kaliwoda, polski harcerz, żołnierz (ur. 1897)
  - Stanisław Nehrebecki, polski kapral Legionów Polskich (ur. 1896)
  - George Lawrence Price, kanadyjski szeregowiec (ur. 1892)
  - Adolf Schmidt, niemiecki patolog, wykładowca akademicki (ur. 1865)
  - Wrócisław Smoleński, podchorąży Wojska Polskiego, działacz niepodległościowy, kawaler Orderu Virtuti Militari (ur. 1896)
  - Herman Weber, niemiecko-brytyjski lekarz, kolekcjoner monet (ur. 1823)
- 1919:
  - Pawieł Czistiakow, rosyjski malarz (ur. 1832)
  - Felix von Hartmann, niemiecki duchowny katolicki, biskup Münster, arcybiskup Kolonii, kardynał (ur. 1851)
- 1920:
  - Antoni Aleksandrowicz, polski pułkownik artylerii (ur. 1871)
  - Dirk Boest Gips, holenderski strzelec sportowy (ur. 1864)
  - Franz von Höhnel, austriacki botanik, mykolog, wykładowca akademicki (ur. 1852)
  - Leon Szuman, polski chirurg, poeta, działacz społeczny (ur. 1852)
- 1921:
  - Wiktor Gniewosz, polski ziemianin, podporucznik armii austro-węgierskiej (ur. 1879)
  - Léon Moreaux, francuski strzelec sportowy (ur. 1852)
- 1922:
  - Klaudiusz Angerman, polski inżynier, budowniczy, geolog, polityk (ur. 1861)
  - Henryk Borewicz, polski pułkownik kawalerii (ur. 1880)
- 1924 – Georges Madon, francuski pilot wojskowy, as myśliwski (ur. 1892)
- 1926:
  - Bolesław Domaniewski, polski pianista, pedagog (ur. 1857)
  - Curtis Gates Lloyd, amerykański mykolog (ur. 1859)
  - Józef Miniewski, polski pułkownik, uczestnik powstania styczniowego (ur. 1841)
- 1927:
  - Stanisław Jerzykowski, polski lekarz, działacz społeczny (ur. 1847)
  - Wilhelm Johannsen, duński botanik, wykładowca akademicki (ur. 1857)
  - Hirsz Dawid Nomberg, polski pisarz, publicysta, działacz społeczny, polityk, poseł na Sejm Ustawodawczy pochodzenia żydowskiego (ur. 1876)
  - Kristian Prestrud, norweski oficer marynarki wojennej, polarnik (ur. 1881)
- 1929 – Mieczysław Sołtys, polski kompozytor, dyrygent, pedagog (ur. 1863)
- 1930:
  - Paul Hensel, niemiecki filozof, wykładowca akademicki (ur. 1860)
  - William Kettner, amerykański polityk (ur. 1864)
- 1931 – Roman Kostorkiewicz, polski major geograf (ur. 1889)
- 1932:
  - Michał Rolle, polski dziennikarz, historyk, pisarz pochodzenia francuskiego (ur. 1865)
  - Frederick Yates, brytyjski szachista (ur. 1884)
- 1933:
  - Ernst Hartert, niemiecki ornitolog, muzealnik (ur. 1859)
  - Jan Lemański, polski poeta, satyryk, bajkopisarz (ur. 1866)
  - Paweł Michał Miotk, kaszubski poeta ludowy, działacz społeczny, wójt Luzina (ur. 1887)
- 1935 – Edward Jackett, brytyjski rugbysta (ur. 1878)
- 1936 – Ozjasz Thon, polski rabin, socjolog, działacz syjonistyczny, polityk, poseł na Sejm Ustawodawczy i Sejm RP (ur. 1870)
- 1937:
  - Jerzy Gablenz, polski muzyk, kompozytor, dyrygent, pedagog (ur. 1888)
  - Wasilij Gurko, rosyjski generał kawalerii (ur. 1864)
- 1938 – Mary Mallon, amerykańska pomoc domowa pochodzenia irlandzkiego znana jako „Tyfusowa Mary” (ur. 1869)
- 1939:
  - Jerzy Augustyński, polski prawnik, gdański działacz polonijny (ur. 1908)
  - Leon Barciszewski, polski samorządowiec, prezydenrt Gniezna i Bydgoszczy (ur. 1883)
  - Marian Bukowski, polski inżynier hydrotechnik (ur. 1902)
  - Kazimierz Downarowicz, polski inżynier, dyplomata (ur. 1885)
  - Alicja Jadwiga Kotowska, polska zakonnica, męczennica, błogosławiona (ur. 1899)
  - Kagaku Murakami, japoński malarz (ur. 1888)
  - Witold Mystkowski, polski samorządowiec, prezydent Włocławka (ur. 1896)
  - Urke Nachalnik, polski przestępca, autor powieści kryminalnych pochodzenia żydowskiego (ur. 1897)
  - Jan Opletal, czeski student medycyny (ur. 1915)
  - Szczepan Pilecki, polski nauczyciel, działacz społeczny (ur. 1892)
  - Mykolas Sleževičius, litewski prawnik, dziennikarz, polityk, premier Litwy (ur. 1882)
  - Kazimierz Sołtysik, polski nauczyciel, żołnierz (ur. 1893)
  - Wasilij Wiljams, rosyjski gleboznawca, wykładowca akademicki pochodzenia brytyjskiego (ur. 1863)
- 1940:
  - Arvīds Bārda, łotewski piłkarz (ur. 1901)
  - Marta Lepp, estońska pisarka, pedagog (ur. 1883)
  - Józef Mężnicki, polski duchowny katolicki (ur. 1876)
  - Hilary Schramm, polski chirurg (ur. 1857)
  - Karel Frederik Wenckebach, holenderski lekarz, anatom (ur. 1864)
- 1941 – Jan Ogłódek, polski architekt (ur. 1899)
- 1942:
  - Hector Abbas, holenderski aktor (ur. 1884)
  - Merton Beckwith-Smith, brytyjski generał major (ur. 1890)
  - Pawieł Kuprin, radziecki funkcjonariusz NKWD (ur. 1908)
  - Zygmunt Leszczyński, polski ziemianin, inżynier agronom, polityk, wicemarszałek Senatu RP (ur. 1866)
  - Piotr Zacharow, rosyjski generał (ur. 1866)
  - Bronisław Żelkowski, polski major, cichociemny (ur. 1904)
- 1944 – Aleksander Zasztowt, polski dziennikarz, polityk, poseł na Sejm Litwy Środkowej i Sejm Ustawodawczy (ur. 1877)
- 1945:
  - Jehoszua Chankin, żydowski działacz ruchu syjonistycznego (ur. 1864)
  - Jerome Kern, amerykański kompozytor, autor musicali (ur. 1885)
  - Olha Kosacz-Krywyniuk, ukraińska pisarka, tłumaczka, lekarka, działaczka społeczna (ur. 1877)
  - Wiktor III August von Ratibor, niemiecki arystokrata (ur. 1879)
- 1946:
  - Nikołaj Burdenko, rosyjski chirurg, wykładowca akademicki (ur. 1876)
  - Friedrich Materna, austriacki i niemiecki generał (ur. 1885)
  - Egill Reimers, norweski architekt, żeglarz sportowy (ur. 1878)
- 1947:
  - Annie Londonderry, łotewsko-amerykańska sportsmenka, dziennikarka, bizneswoman (ur. 1870)
  - Jan Sadlak, polski polityk ludowy, działacz niepodległościowy (ur. 1875)
- 1948:
  - Benedykt Bornstein, polski filozof, wykładowca akademicki pochodzenia żydowskiego (ur. 1880)
  - Fred Niblo, amerykański aktor, producent i reżyser filmowy (ur. 1874)
- 1949:
  - Karol Tankred Burbon-Sycylijski, hiszpański arystokrata, wojskowy (ur. 1870)
  - Zdzisław Macierewicz, polski chemik, wykładowca akademicki (ur. 1907)
- 1950 – Les McKeand, australijski lekkoatleta, trójskoczek i oszczepnik (ur. 1924)
- 1951:
  - Mack Hellings, amerykański kierowca wyścigowy (ur. 1915)
  - Czesław Sokołowski, polski duchowny katolicki, administrator apostolski diecezji siedleckiej (ur. 1877)
- 1952:
  - Eugeniusz Bosiłkow, bułgarski duchowny katolicki, biskup, męczennik, błogosławiony (ur. 1900)
  - Paweł Dżidżow, bułgarski duchowny katolicki, męczennik, błogosławiony (ur. 1919)
  - Jozafat Sziszkow, bułgarski zakonnik, męczennik, błogosławiony (ur. 1884)
  - Kamen Wiczew, bułgarski zakonnik, męczennik, błogosławiony (ur. 1893)
- 1953:
  - Irena Hessen-Darmstadt, księżniczka Hesji i Renu, księżna pruska (ur. 1866)
  - Otton Laskowski, polski major, historyk wojskowości (ur. 1892)
  - Tomasz Szymański, polski notariusz, sędzia, polityk, senator RP (ur. 1865)
- 1955:
  - Arthur Henry Cobby, australijski pilot wojskowy, as myśliwski (ur. 1894)
  - Henryk Malarski, polski biochemik, fizjolog, zootechnik, wykładowca akademicki (ur. 1887)
- 1956:
  - Eric Pockley, australijski tenisista (ur. 1876)
  - Alfred Prager, polski podpułkownik artylerii (ur. 1899)
- 1957:
  - Ugo Amaldi, włoski matematyk, wykładowca akademicki (ur. 1875)
  - Henryk Nowina-Czerny, polski malarz, grafik, architekt wnętrz (ur. ?)
  - Grzegorz Zimny, polski związkowiec, polityk, poseł na Sejm RP (ur. 1885)
- 1959 – Alfred LeConey, amerykański lekkoatleta, sprinter (ur. 1901)
- 1960 – Robert Byron, amerykański kierowca wyścigowy (ur. 1915)
- 1961 – Tadeusz Kobyliński, polski porucznik, oficer służb specjalnych (ur. 1914)
- 1962 – Joe Ruddy, amerykański pływak, piłkarz wodny (ur. 1878)
- 1963:
  - Zygmunt Milli, polski malarz (ur. 1898)
  - Józef Premik, polski geolog, geograf, wykładowca akademicki (ur. 1890)
- 1964:
  - Ilka Grüning, austriacko-amerykańska aktorka pochodzenia żydowskiego (ur. 1876)
  - Edward Steuermann, amerykański pianista, pedagog pochodzenia żydowskiego (ur. 1892)
- 1965:
  - Heinz Cyrus, niemiecka ofiara muru berlińskiego (ur. 1936)
  - James Chuter Ede, brytyjski polityk (ur. 1882)
  - Gaston Glass, amerykański aktor, producent filmowy pochodzenia francuskiego (ur. 1899)
  - Michał Gnoiński, polski pułkownik artylerii, inżynier górnik (ur. 1886)
  - Otto Heuser, niemiecki profesor rolnictwa (ur. 1896)
- 1966:
  - Jewgienij Diwnicz, rosyjski pisarz, działacz emigracyjny (ur. 1907)
  - Carl Jonsson, szwedzki przeciągacz liny (ur. 1885)
- 1967 – Lester Randolph Ford Sr., amerykański matematyk, wykładowca akademicki (ur. 1886)
- 1968:
  - Jeanne Demessieux, francuska organistka, kompozytorka (ur. 1921)
  - Jan Kubikowski, polski astronom, wykładowca akademicki (ur. 1927)
  - Fausto Lucarelli, argentyński piłkarz (ur. ?)
  - Tadeusz Rek, polski prawnik, publicysta, działacz ludowy, polityk, poseł na Sejm PRL (ur. 1906)
- 1969:
  - Siergiej Buszew, radziecki generał major (ur. 1900)
  - Erich Kordt, niemiecki prawnik, polityk (ur. 1903)
- 1970 – Piotr Bakariew, radziecki generał porucznik wojsk technicznych (ur. 1907)
- 1972 – Wiera Inbier, rosyjska poetka (ur. 1890)
- 1973:
  - James Abbé, amerykański fotograf (ur. 1883)
  - Octavio Díaz, argentyński piłkarz, bramkarz (ur. 1900)
  - Wasyl Dmytriuk, ukraiński polityk (ur. 1890)
  - Artturi Virtanen, fiński biochemik, laureat Nagrody Nobla (ur. 1895)
- 1974:
  - Pawieł Kriukow, radziecki generał major lotnictwa (ur. 1906)
  - Aleksiej Suchow, radziecki polityk (ur. 1903)
- 1975:
  - Piotr Sawaczkin, białoruski historyk, pedagog (ur. 1911)
  - Mina Witkojc, serbołużycka pisarka, dziennikarka (ur. 1893)
- 1976:
  - Alexander Calder, amerykański rzeźbiarz, malarz, grafik (ur. 1898)
  - Jan Stępień, polski malarz (ur. 1895)
- 1978:
  - Helena Boguszewska, polska pisarka (ur. 1886)
  - Stefan Janus, polski major pilot, as myśliwski (ur. 1910)
- 1980:
  - Harri Larva, fiński lekkoatleta, średniodystansowiec (ur. 1906)
  - Anna Masłowska, radziecka partyzantka, czerwonoarmistka (ur. 1920)
- 1981 – Jerzy Kornacki, polski prozaik (ur. 1908)
- 1982:
  - Adam Czaplewski, polski generał dywizji (ur. 1914)
  - Jurij Maksariow, radziecki przemysłowiec, polityk (ur. 1903)
- 1983:
  - Arno Babadżanian, ormiański kompozytor, pianista (ur. 1921)
  - Donat Kurti, albański duchowny katolicki, pisarz, folklorysta, więzień sumienia (ur. 1903)
  - Jerzy Lipman, polski operator filmowy pochodzenia żydowskiego (ur. 1922)
  - José Villanueva, filipiński bokser (ur. 1913)
- 1984 – Władysław Orlewski, polski lekarz, polityk, poseł na Sejm PRL (ur. 1901)
- 1985:
  - James Hanley, brytyjski prozaik, dramaturg pochodzenia irlandzkiego (ur. 1897)
  - Oswald Madecki, polski lekarz, misjonarz świecki (ur. 1920)
  - Gerolamo Quaglia, włoski zapaśnik (ur. 1902)
  - Helene Schmidt, niemiecka lekkoatletka, sprinterka (ur. 1906)
- 1986 – Józef Lech, polski etnograf, muzealnik (ur. 1922)
- 1987:
  - Tadeusz Lipski, polski malarz, grafik, ilustrator (ur. 1905)
  - Józef Słuszczak, polski polityk, poseł na Sejm PRL (ur. 1938)
  - Wanda Tumidajewicz, polska siatkarka (ur. 1929)
- 1988:
  - Karol Gandor, polski prawnik, wykładowca akademicki (ur. 1930)
  - Jan Himilsbach, polski aktor, pisarz (ur. 1931)
- 1989:
  - Jerzy Muszyński, polski polityk, poseł na Sejm PRL, dyplomata (ur. 1920)
  - Mieczysław Potocki, polski major dyplomowany łączności, żołnierz AK (ur. 1909)
  - Józef Szaflarski, polski geograf, wykładowca akademicki (ur. 1908)
- 1990:
  - Attilio Demaría, argentyńsko-włoski piłkarz (ur. 1909)
  - Maciej Feldhuzen, polski dziennikarz, korespondent wojenny (ur. 1906)
  - Sadi Irmak, turecki lekarz, fizjolog, polityk, premier Turcji (ur. 1904)
  - Zdenko Kalin, słoweński rzeźbiarz (ur. 1911)
  - Janis Ritsos, grecki poeta (ur. 1909)
- 1991:
  - John Balfanz, amerykański skoczek narciarski (ur. 1940)
  - Aleksandr Czesnokow, radziecki generał porucznik, funkcjonariusz służb specjalnych (ur. 1900)
  - Nellie Halstead, brytyjska lekkoatletka, sprinterka i biegaczka średniodystansowa (ur. 1910)
  - Henry Rollet, francuski historyk, dyplomata (ur. 1910)
- 1992:
  - Stanisław Hartman, polski matematyk, wykładowca akademicki (ur. 1914)
  - Earle Meadows, amerykański lekkoatleta, tyczkarz (ur. 1913)
- 1993:
  - Jean Chasson, francuski zapaśnik (ur. 1906)
  - Mildred Fizzell, kanadyjska lekkoatletka, skoczkini w dal i sprinterka (ur. 1915)
  - Jan Leńko, polski pułkownik, urolog, wykładowca akademicki (ur. 1917)
  - Ryszard Sewer-Słowiński, polski aktor, śpiewak operetkowy (ur. 1932)
  - Ernst Tetsch, niemiecki SS-Sturmbannführer (ur. 1916)
- 1994:
  - Ernest Clark, brytyjski aktor (ur. 1912)
  - Christian Pravda, austriacki narciarz alpejski (ur. 1927)
  - Kuvempu, indyjski prozaik, poeta (ur. 1904)
  - Tadeusz Żychiewicz, polski dziennikarz, historyk sztuki, publicysta religijny, teolog (ur. 1922)
- 1995:
  - Corneliu Coposu, rumuński polityk (ur. 1914)
  - Koloman Gögh, czechosłowacki piłkarz, trener pochodzenia węgierskiego (ur. 1948)
  - Michaił Kriwonosow, ukraiński lekkoatleta, młociarz (ur. 1929)
  - Adam Major, polski poeta, tłumacz, malarz, pedagog (ur. 1924)
  - Waldemar Voisé, polski historyk nauki i kultury, filozof, prawnik, muzykolog, wykładowca akademicki (ur. 1920)
- 1996 – Michel Mollat du Jourdin, francuski historyk, mediewista (ur. 1911)
- 1997:
  - Rod Milburn, amerykański lekkoatleta, płotkarz (ur. 1950)
  - Bronisław Stefan Oyrzanowski, polski ekonomista, wykładowca akademicki (ur. 1913)
  - Andrés Rivero Agüero, kubański polityk, premier Kuby (ur. 1904)
- 1998 – Ewa Frąckiewicz, polska aktorka (ur. 1930)
- 1999:
  - Mary Kay Bergman, amerykańska aktorka głosowa (ur. 1961)
  - Lodewijk Prins, holenderski szachista, dziennikarz (ur. 1913)
- 2000:
  - Walerij Arganowski, rosyjski dziennikarz, prozaik, dramaturg (ur. 1929)
  - Sandra Schmitt, niemiecka narciarka dowolna (ur. 1981)
- 2002 – Yolanda Ostaszewska, polsko-francuska skrzypaczka, pedagog (ur. 1907)
- 2003:
  - Heinz von Allmen, szwajcarski narciarz alpejski (ur. 1913)
  - Julinho, brazylijski piłkarz (ur. 1929)
- 2004:
  - Lubomira Domka, polska botanik, ekolog, wykładowczyni akademicka (ur. 1942)
  - Jasir Arafat, palestyński polityk, prezydent Autonomii Palestyńskiej, jeden z założycieli i przewodniczący OWP, laureat Pokojowej Nagrody Nobla (ur. 1929)
- 2005:
  - Peter Drucker, amerykański ekonomista, teoretyk zarządzania pochodzenia austriackiego (ur. 1909)
  - Klaus Frühauf, niemiecki pisarz science fiction (ur. 1933)
  - Paweł Konic, polski krytyk teatralny, dyrektor teatru (ur. 1954)
  - Patrick Lichfield, brytyjski arystokrata, fotograf (ur. 1939)
- 2006:
  - Wincenty Broniwój-Orliński, polski prawnik, polityk, działacz emigracyjny (ur. 1913)
  - Jerzy Tocki, polski matematyk, wykładowca akademicki (ur. 1944)
- 2007:
  - Delbert Mann, amerykański reżyser filmowy i telewizyjny (ur. 1920)
  - Stanisław Nalaskowski, polski pedagog (ur. 1923)
  - Edward Romanowski, polski lekkoatleta, sprinter (ur. 1944)
  - Mira Rychlicka, polska aktorka (ur. 1930)
- 2008 – Ludwik Sobolewski, polski działacz sportowy (ur. 1925)
- 2009 – Naftali Feder, izraelski polityk (ur. 1920)
- 2010:
  - Dino De Laurentiis, włoski producent filmowy (ur. 1919)
  - Tadeusz Kowzan, polski teatrolog, historyk literatury (ur. 1922)
- 2011:
  - Francisco Blake Mora, meksykański polityk (ur. 1966)
  - Izaak Celnikier, polski malarz, grafik pochodzenia żydowskiego (ur. 1923)
- 2012:
  - Władysław Jędrzejewski, polski bokser (ur. 1935)
  - Patricia Monaghan, amerykańska poetka (ur. 1946)
  - Victor Mees, belgijski piłkarz (ur. 1927)
- 2013:
  - Domenico Bartolucci, włoski kardynał, muzyk (ur. 1917)
  - Stein Grieg Halvorsen, norweski aktor (ur. 1909)
  - Jerome Murphy-O’Connor, irlandzki duchowny katolicki, dominikanin, biblista, teolog (ur. 1935)
- 2014 – Zygmunt Sierakowski, polski aktor (ur. 1945)
- 2015:
  - Tadeusz Chwałka, polski działacz związkowy, przewodniczący Forum Związków Zawodowych (ur. 1953)
  - Phil Taylor, brytyjski perkusista, członek zespołu Motörhead (ur. 1954)
- 2016:
  - Ilse Aichinger, austriacka pisarka, poetka (ur. 1921)
  - Maciej Bednarkiewicz, polski adwokat, polityk, poseł na Sejm RP (ur. 1940)
  - Željko Čajkovski, chorwacki piłkarz, trener (ur. 1925)
  - Jan Decyk, polski duchowny katolicki, teolog, liturgista (ur. 1945)
  - Bahri Myftari, albański pisarz, publicysta, tłumacz (ur. 1944)
  - Marek Pięta, polski piłkarz, działacz piłkarski (ur. 1954)
  - Aki Schmidt, niemiecki piłkarz, trener (ur. 1935)
  - Robert Vaughn, amerykański aktor (ur. 1932)
- 2017:
  - Kirti Nidhi Bista, nepalski polityk, premier Nepalu (ur. 1927)
  - Merkur Bozgo, albański aktor (ur. 1937)
  - František Poláček, czeski bokser (ur. 1940)
  - Walerij Rozow, rosyjski alpinista, spadochroniarz (ur. 1964)
  - Ian Wachtmeister, szwedzki hrabia, przemysłowiec, polityk (ur. 1932)
- 2018:
  - Pedro Aranda Díaz-Muñoz, meksykański duchowny katolicki, arcybiskup Tulancingo (ur. 1933)
  - Dominic Carmon, amerykański duchowny katolicki, werbista, biskup pomocniczy Nowego Orleanu (ur. 1930)
  - Tadeusz Chruściński, polski trener piłkarski (ur. 1932)
  - Tadeusz Wnuk, polski ekonomista, polityk, samorządowiec, prezydent Sosnowca, senator RP (ur. 1945)
- 2019:
  - Bad Azz, amerykański raper (ur. 1975)
  - Zeke Bratkowski, amerykański futbolista (ur. 1931)
  - Ralph T. O’Neal, brytyjski polityk, szef ministrów i premier Brytyjskich Wysp Dziewiczych (ur. 1933)
  - Norbert Wojciechowski, polski wydawca, poligraf, działacz opozycji antykomunistycznej, samorządowiec, polityk (ur. 1939)
- 2020:
  - Chalifa ibn Salman Al Chalifa, bahrański przedsiębiorca, polityk, premier Bahrajnu (ur. 1935)
  - Carlos Campos, chilijski piłkarz (ur. 1937)
  - Giuliana Minuzzo, włoska narciarka alpejska (ur. 1931)
  - Francesc-Xavier Ciuraneta Aymí, hiszpański duchowny katolicki, biskup Minorki i Lleidy (ur. 1940)
  - Edmund Jagiełło, polski chirurg, polityk, poseł na Sejm i senator RP (ur. 1946)
  - Anđelka Martić, chorwacka pisarka i tłumaczka, autorka książek dla dzieci (ur. 1924)
- 2021:
  - Aleksander Ciążyński, polski hokeista na trawie (ur. 1945)
  - Graeme Edge, brytyjski perkusista, członek zespołu The Moody Blues (ur. 1941)
  - Frederik Willem de Klerk, południowoafrykański prawnik, polityk, prezydent RPA, laureat Pokojowej Nagrody Nobla (ur. 1936)
- 2022:
  - John Aniston, amerykański aktor (ur. 1933)
  - Alphonse Bilung, indyjski duchowny katolicki, biskup Rourkeli (ur. 1933)
  - Mikołaj Pac Pomarnacki, polski szermierz (ur. 1934)
  - Krzysztof Raynoch, polski plastyk, reżyser, scenarzysta, animator  (ur. 1941)
  - Wolf Schneider, niemiecki dziennikarz, publicysta (ur. 1925)
  - Wojciech Suchorzewski, polski inżynier komunikacji, urbanista (ur. 1933)
  - Ernesto Togni, szwajcarski duchowny katolicki, biskup Lugano (ur. 1926)
- 2023:
  - Hugo Chamberlain, kostarykański strzelec sportowy (ur. 1934)
  - Raphael Dwamena, ghański piłkarz (ur. 1995)
  - Dimitrie Popescu, rumuński wioślarz (ur. 1961)
  - Ferario Spasow, bułgarski piłkarz, trener i działacz piłkarski (ur. 1962)
  - Masatoshi Wakabayashi, japoński polityk, minister środowiska, minister rolnictwa (ur. 1934)
- 2024:
  - Marco Angulo, ekwadorski piłkarz (ur. 2002)
  - Frank Auerbach, brytyjski malarz, grafik (ur. 1931)
  - Marie Benešová, czeska prawnik, polityk, prokurator generalny, minister sprawiedliwości (ur. 1948)
  - Jan Kiedrowicz, polski szachista, sędzia i instruktor szachowy (ur. 1960)
  - Wanda Wójtowicz, polska prawnik, profesor nauk prawnych (ur. 1941)